# Uniforme des établissements publics du ministère chargé de l'environnement

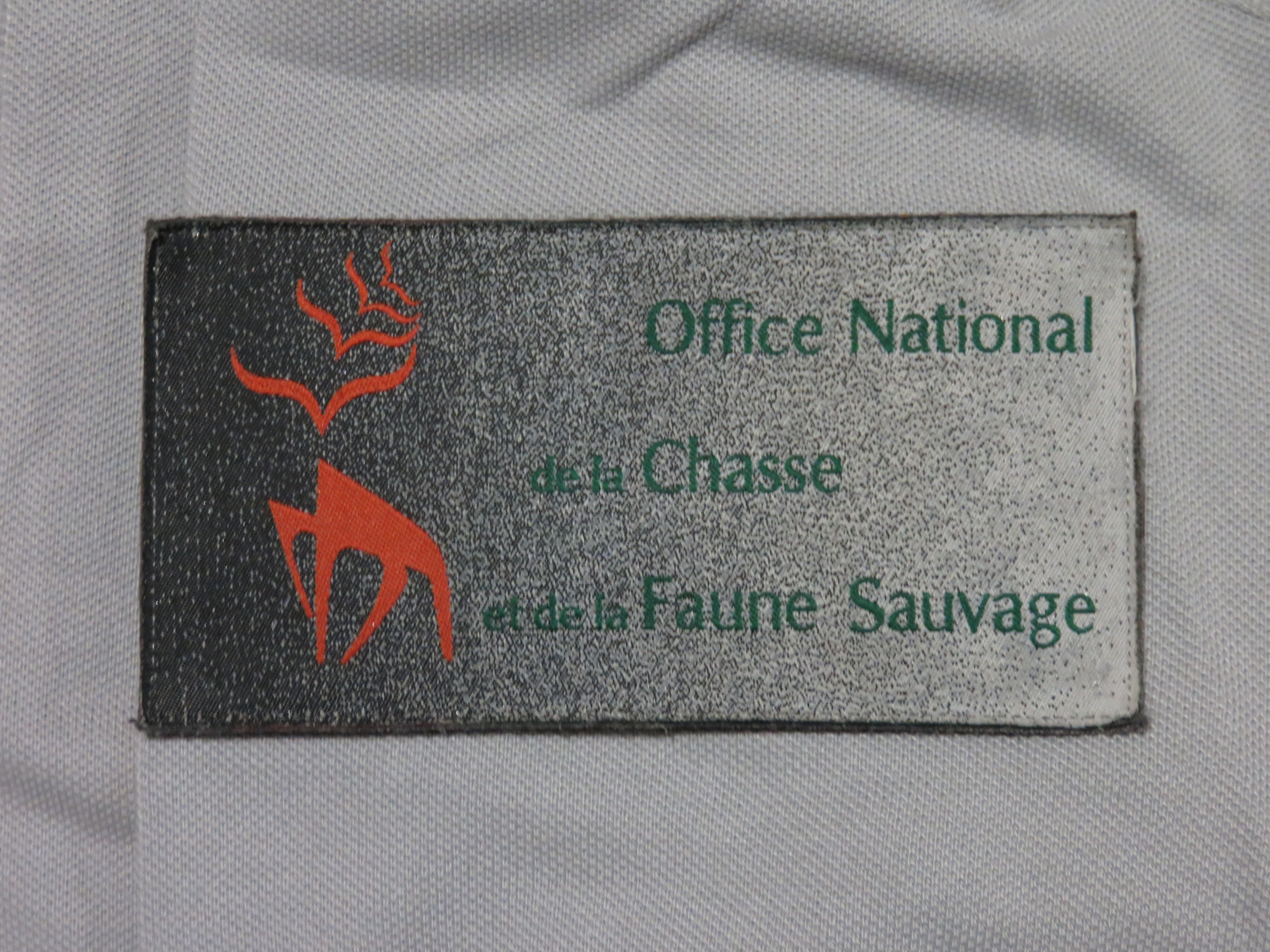
Écusson d'établissement des tenues de terrain de l'ONCFS en 2012.

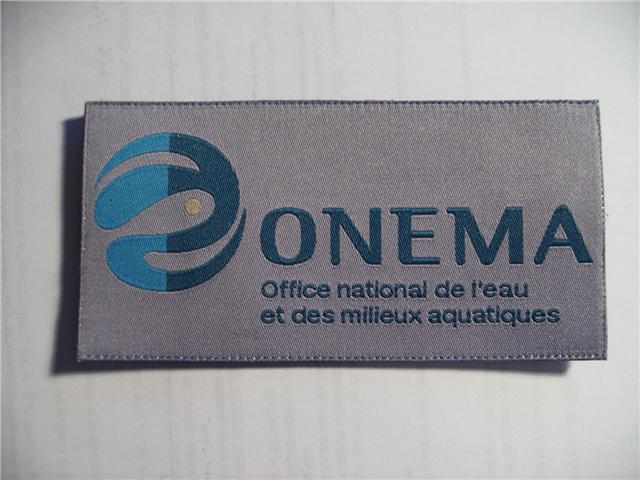
Écusson d'établissement des tenues de terrain de l'ONEMA en 2007.

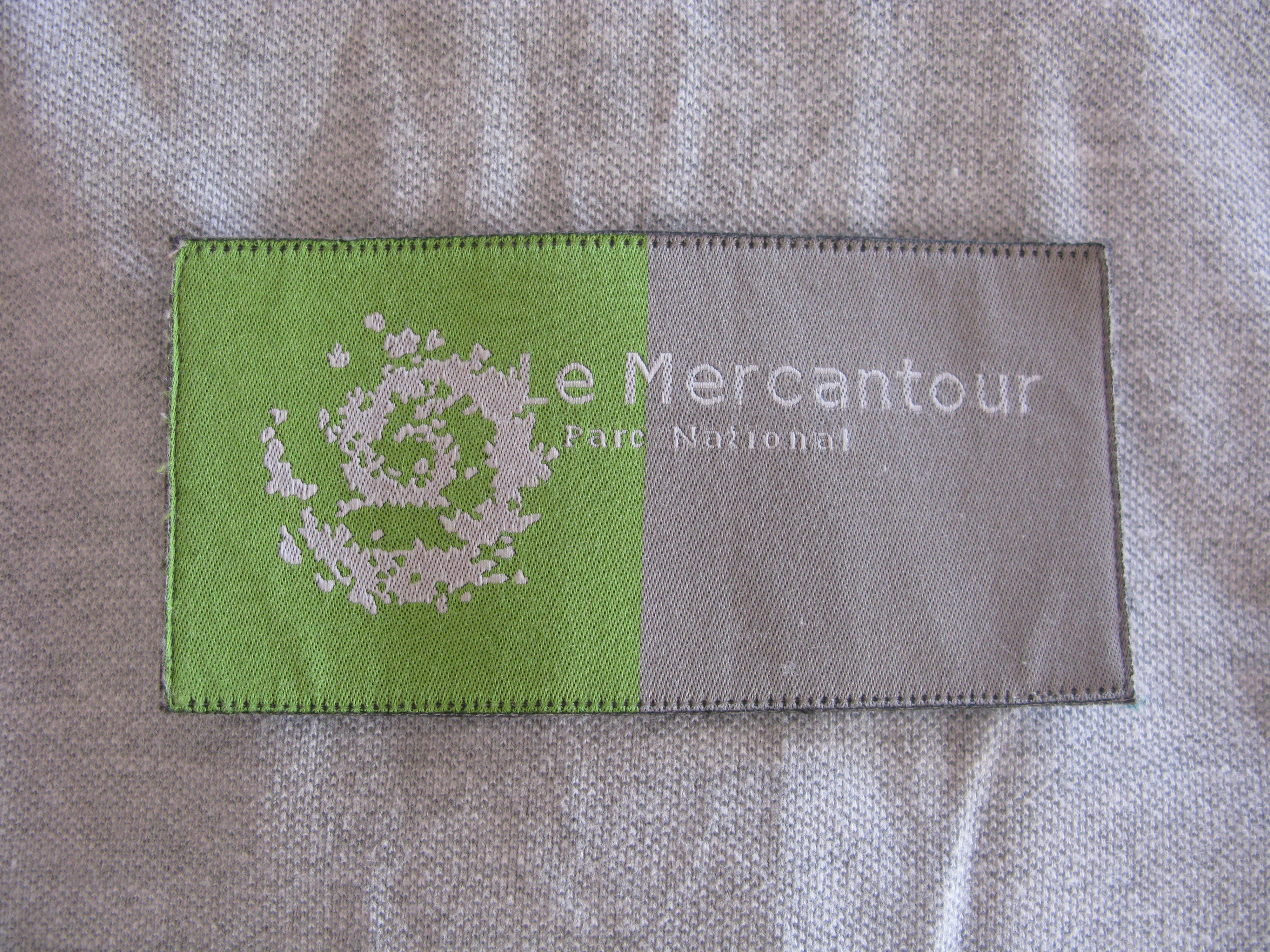
Écusson d'épaule des tenues de terrain de l'établissement public du Parc National du Mercantour en 2012.

Les corps techniques de fonctionnaires commissionnés et assermentés travaillant dans un des établissements publics du Ministère chargé de l'Environnement peuvent être astreints au port de l'uniforme réglementaire :
- l'Office français de la biodiversité
- les parcs nationaux francais

Ils sont, avec l'Office national des forêts (qui est sous double tutelle de l'Agriculture et de l'Environnement), les descendants de l'Administration des Eaux et Forêts, et comme tels portent un uniforme inspiré de cette ancienne administration appelée parfois à servir dans l'Armée lors de divers conflits.

## Historique
Les Eaux et Forêts ont quitté les Domaines, pour le ministère des Finances en 1820, qui gérait déjà deux autres services paramilitaires : les Douanes et la Trésorerie et Postes aux armées. Les personnels de ces trois services furent dotés d’uniformes de drap « vert finance » qui fut longtemps l’appellation officielle de la teinte des tenues forestières. Les Douaniers conserveront d’ailleurs leur tunique ou dolman vert jusqu’en 1905. Ils adopteront ensuite la vareuse bleue que nous leur connaissons aujourd’hui.
L'Administration des Eaux et Forêts a été rattachée au ministère de l’Agriculture, en 1877. la tenue s'est, depuis l’origine, inspirée des uniformes de l’Armée, ce qui leur a permis de continuer à les porter, lors de leurs fréquentes périodes de service sous les drapeaux, prévues par les textes et aussi, bien sûr, pendant les conflits, notamment dans les compagnies de guides-forestiers ou dans le Corps des chasseurs forestiers. Cette « militarisation » qui sera renforcée à la fin du XIXe siècle, est à replacer dans le contexte de l’époque, littéralement hantée par le désir de « revanche », à la suite du désastre de la guerre de 1870.
Cette volonté de conformité militaire, transparaît clairement à l’examen de la définition des effets des tenues forestières, reprise par les règlements d’époque : Quelques exemples : « Dès 1840 : habit, modèle de l’infanterie légère… Puis 1870 : jaquette-veston, forme de la garde mobile… 1876 : tunique, modèle de l’infanterie… 1879 : capote-manteau d’infanterie… 1925 : vareuse, modèle de l’armée… »
À partir de l'entre-deux guerres, les fonctionnaires des Eaux et Forêts se retrouvant dans les unités de sapeurs-forestiers ont conservé un fonctionnement de type militaire en étant intégrées lors de la mobilisation nationale dans l'armée. En matière de signes distinctifs de grades, l’administration des Eaux et Forêts est alignée sur les usages militaires, à la manière de son administration sœur : les Douanes.
L'atomisation de l'Administration par Edgard Pisani sous le gouvernement Pompidou en 1964 pour former les divers offices et agences n’a pas modifié cet usage.

## Uniforme

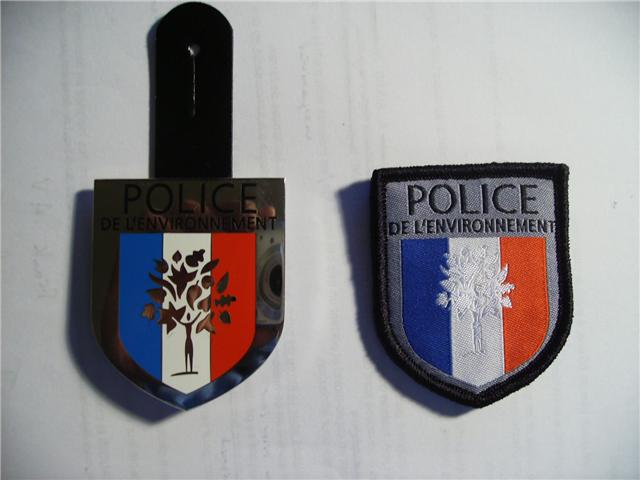
Plaque émaillée et écusson de police de l'environnement pour les établissements publics de l'environnement en 2009.

Lorsqu'il est commissionné et assermenté, l'agent doit porter sur sa tenue la plaque émaillée ou l'écusson de l'établissement où il est en service ainsi que la plaque de police et les insignes de son grade.
L'uniforme des agents techniques et des techniciens de l'environnement commissionnés et assermentés, affectés à l'Office national de l'eau et des milieux aquatiques, à l'Office national de la chasse et de la faune sauvage et dans les établissements publics des parcs nationaux est composé comme suit :

### Tenue de représentation
- Personnel féminin : veste, jupe ou pantalon et tricorne de teinte gris, chemisier de teinte gris clair, chaussures de ville ou escarpins noirs, collant uni sombre et gants noirs.
- Personnel masculin : veste, pantalon et képi de teinte gris, chemise de teinte gris clair, cravate, chaussures de ville, socquettes et gants noirs.
- Pour le personnel affecté en outre-mer, la veste, le pantalon ou la jupe, la chemise ou le chemisier, les socquettes, les chaussures de ville ou les escarpins sont de couleur blanche.

### Tenue de terrain
La composition de la tenue de terrain est fixée par les directeurs généraux et directeurs de chaque établissement public, au sein d'un ensemble de vêtements définis conjointement par eux au niveau national.
Les modalités du port des tenues sont définies par les directeurs généraux et les directeurs de chaque établissement public.
L'uniforme des officiers, agents contractuels, commissionnés et assermentés, affectés à l'Office national de l'eau et des milieux aquatiques, à l'Office national de la chasse et de la faune sauvage et dans les établissements publics des parcs nationaux est le même que celui défini pour les agents et techniciens de l'environnement, sauf que le pantalon des officers comporte une double bande noire.

## Les grades

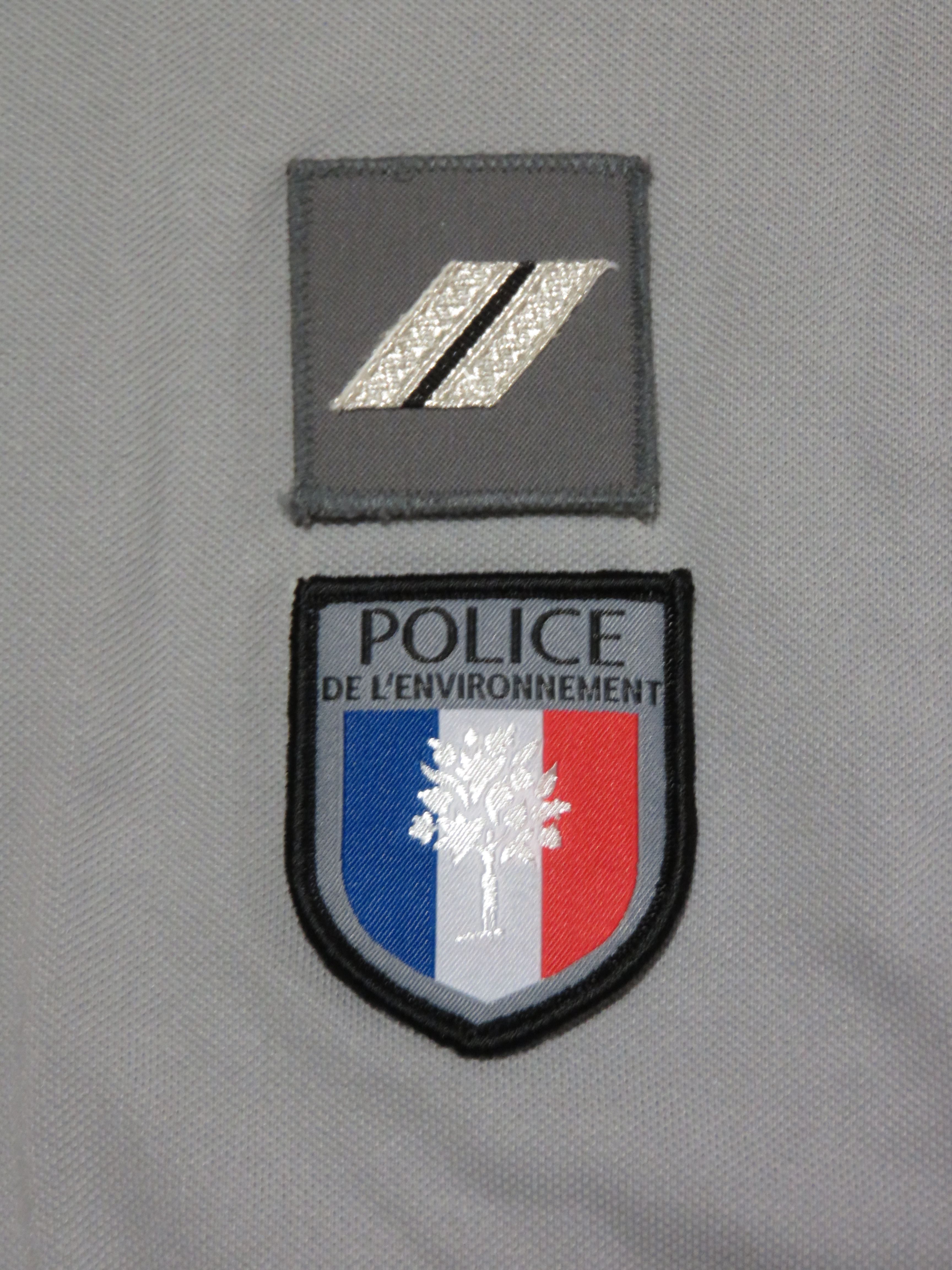
Écusson de police de l'environnement et grades d'Agent Technique de l'Environnement (ATE) pour polo, veste et pull des établissements publics de l'environnement en 2010.

Les insignes de grade de la tenue de représentation sont portés sur des pattes d'épaule :
- de couleur gris-vert pour les ingénieurs avec des rangs de galons droit de couleur argent (et or pour les lieutenants colonels) ;
- de couleur grise pour les ingénieurs des travaux avec des rangs de galons droit de couleur argent (et or pour les lieutenants colonels) ;
- de couleur grise pour les techniciens de l'environnement avec des rangs de galons droit de couleur or (barré de traits gris foncé pour les aspirants) ;
- de couleur grise pour les agents de l'environnement avec des galons en « V renversé » de couleur argent (galon droit de couleur argent avec un fil de soie gris foncé pour les adjudants chefs).

Les insignes portés sur le képi sont les suivants : 
- officiers : fausse jugulaire argent, soutaches argent en nombre identique à ceux des galons, nœud à la hongroise argent ;
- techniciens stagiaires, les techniciens, les techniciens supérieurs et les chefs techniciens : fausse jugulaire trait argent, soutache argent en nombre identique à celui des galons, nœud à la hongroise argent ;
- agents techniques stagiaires, les agents techniques et les agents techniques principaux de 2e et de 1re classe : fausse jugulaire argent et soutache argent à fil gris.

| Équivalence chasseurs forestiers (militaire) | Ingénieur                                 | Ingénieur des travaux                                 | Technicien de l'environnement | Agent de l'environnement                | Agent de l'environnement               |
| -------------------------------------------- | ----------------------------------------- | ----------------------------------------------------- | ----------------------------- | --------------------------------------- | -------------------------------------- |
| Officiers supérieurs                         |                                           |                                                       |                               |                                         |                                        |
| Colonel chargé des eaux et forêts            | Ingénieur de 1re classe et hors classe    |                                                       |                               |                                         |                                        |
| Lieutenant-colonel chargé des eaux et forêts | Ingénieur de 2e classe, 7e et 8e échelon  | Ingénieur des travaux de 1re classe, 4e échelon       |                               |                                         |                                        |
| Commandant chargé des eaux et forêts         | Ingénieur de 2e classe, 5e et 6e échelon  | Ingénieur des travaux de 1re classe, 1er à 3e échelon |                               |                                         |                                        |
| Officiers subalternes                        |                                           |                                                       |                               |                                         |                                        |
| Capitaine chargé des eaux et forêts          | Ingénieur de 2e classe, 3e et 4e échelon  | Ingénieur des travaux de 2e classe, 4e à 6e échelon   | Chef technicien               |                                         |                                        |
| Lieutenant chargé des eaux et forêts         | Ingénieur de 2e classe, 1er et 2e échelon | Ingénieur des travaux de 2e classe, 2e et 3e échelon  | Technicien supérieur          |                                         |                                        |
| Sous-lieutenant chargé des eaux et forêts    |                                           | Ingénieur des travaux de 2e classe, 1er échelon       | Technicien                    |                                         |                                        |
| Aspirant chargé des eaux et forêts           |                                           |                                                       | Technicien stagiaire          |                                         |                                        |
| Sous-officiers supérieurs                    |                                           |                                                       |                               |                                         |                                        |
| Adjudant-chef chargé des eaux et forêts      |                                           |                                                       |                               | Agent technique principal de 1re classe |                                        |
| Sous-officiers subalternes                   |                                           |                                                       |                               |                                         |                                        |
| Sergent-chef chargé des eaux et forêts       |                                           |                                                       |                               |                                         | Agent technique principal de 2e classe |
| Sergent chargé des eaux et forêts            |                                           |                                                       |                               |                                         | Agent technique                        |
| Sergent chargé des eaux et forêts            |                                           |                                                       |                               |                                         | Agent technique stagiaire              |

## Anciens uniformes et équipements

### Conseil Supérieur de la Pêche

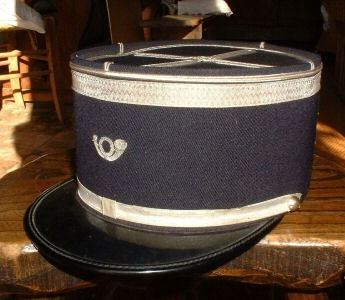
Ancien képi du Conseil Supérieur de la Pêche dans les années 1970.
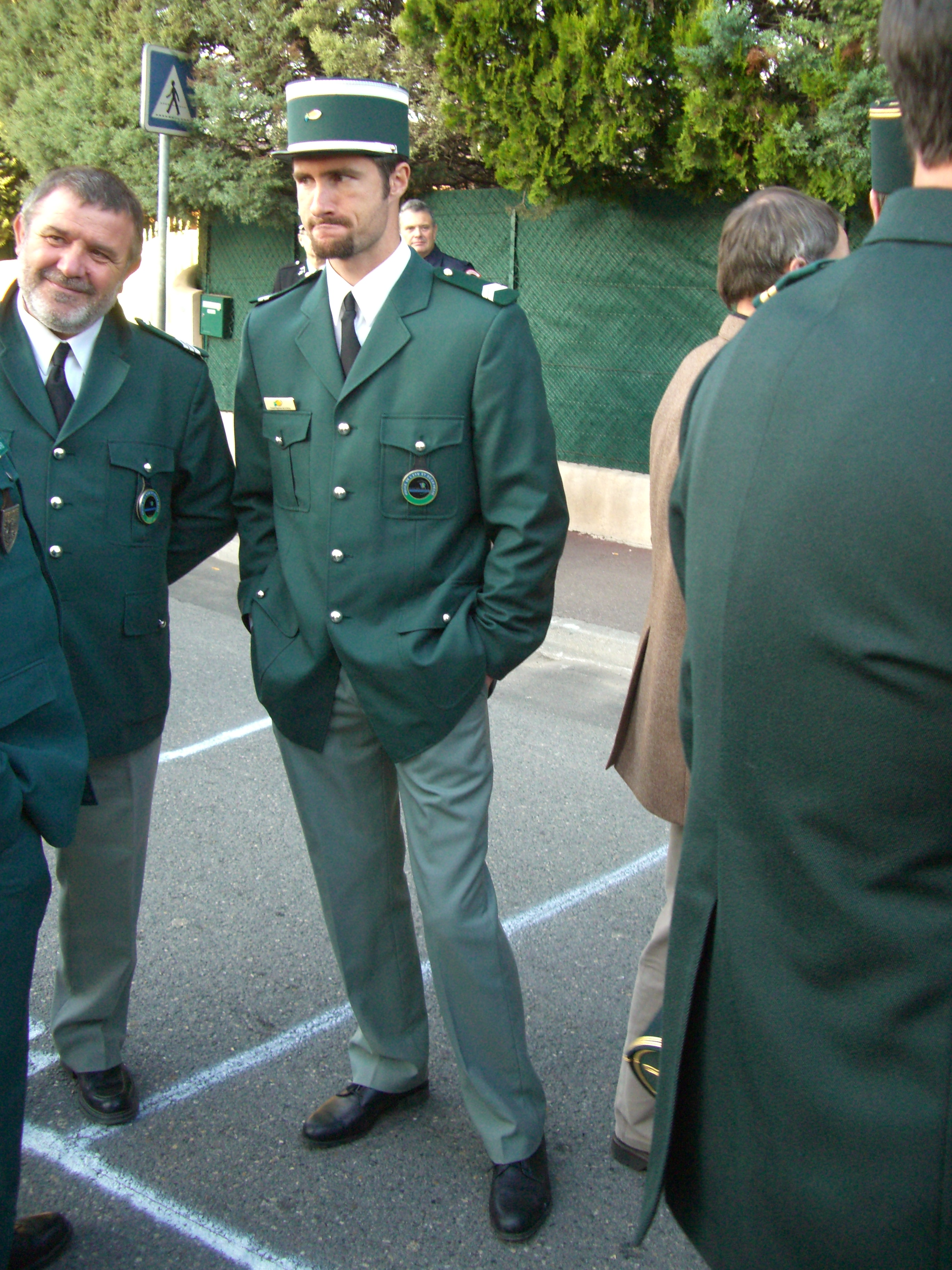
Tenue de représentation du CSP en 2006.
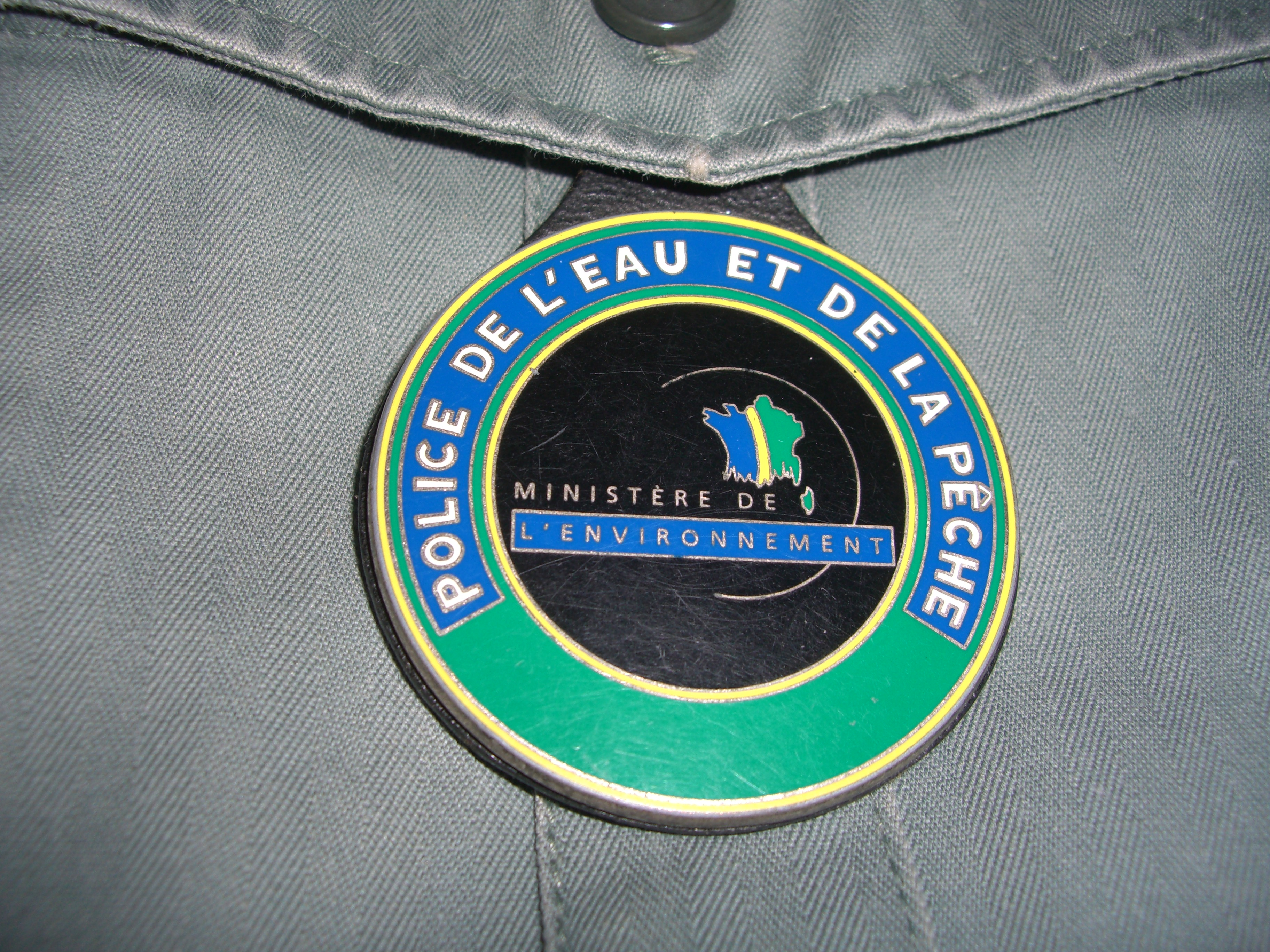
Insigne métallique de poitrine sur patte de cuir pour tenue de representation ou de terrain du CSP en 2006.
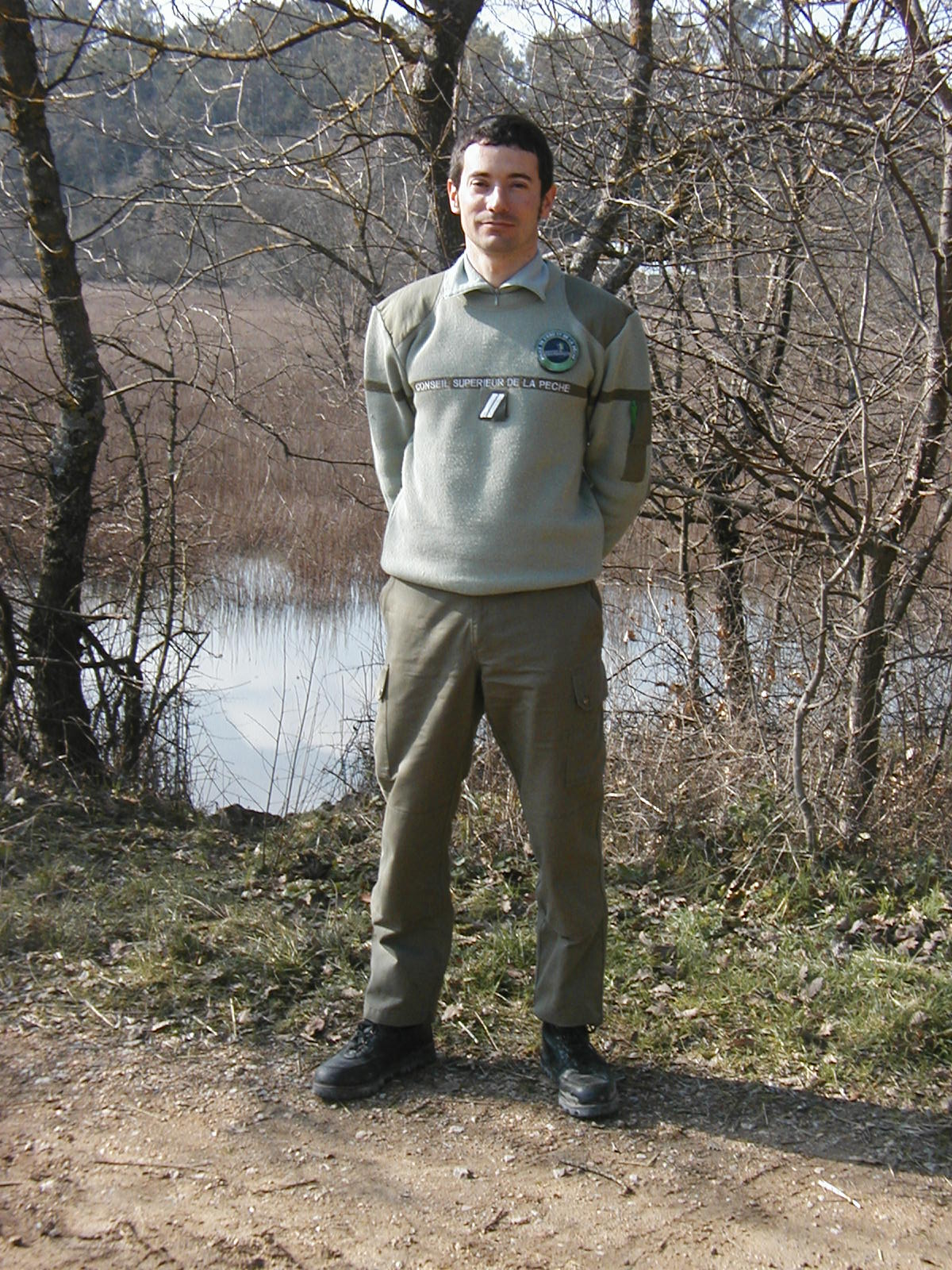
Agent Technique de l'Environnement en tenue de terrain d'hiver du CSP en 2006.
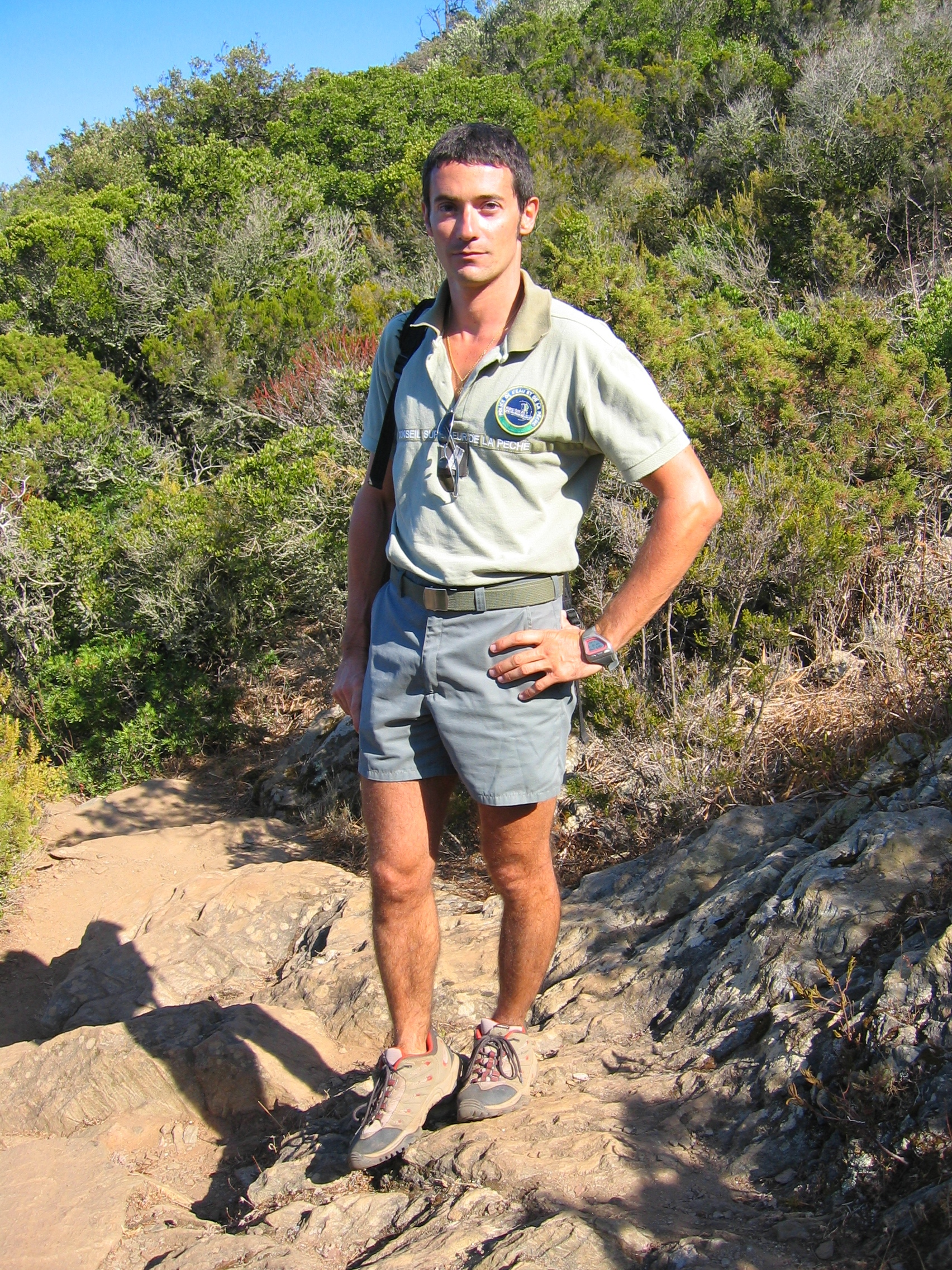
Agent Technique de l'Environnement du CSP en tenue de terrain d'été en 2007.
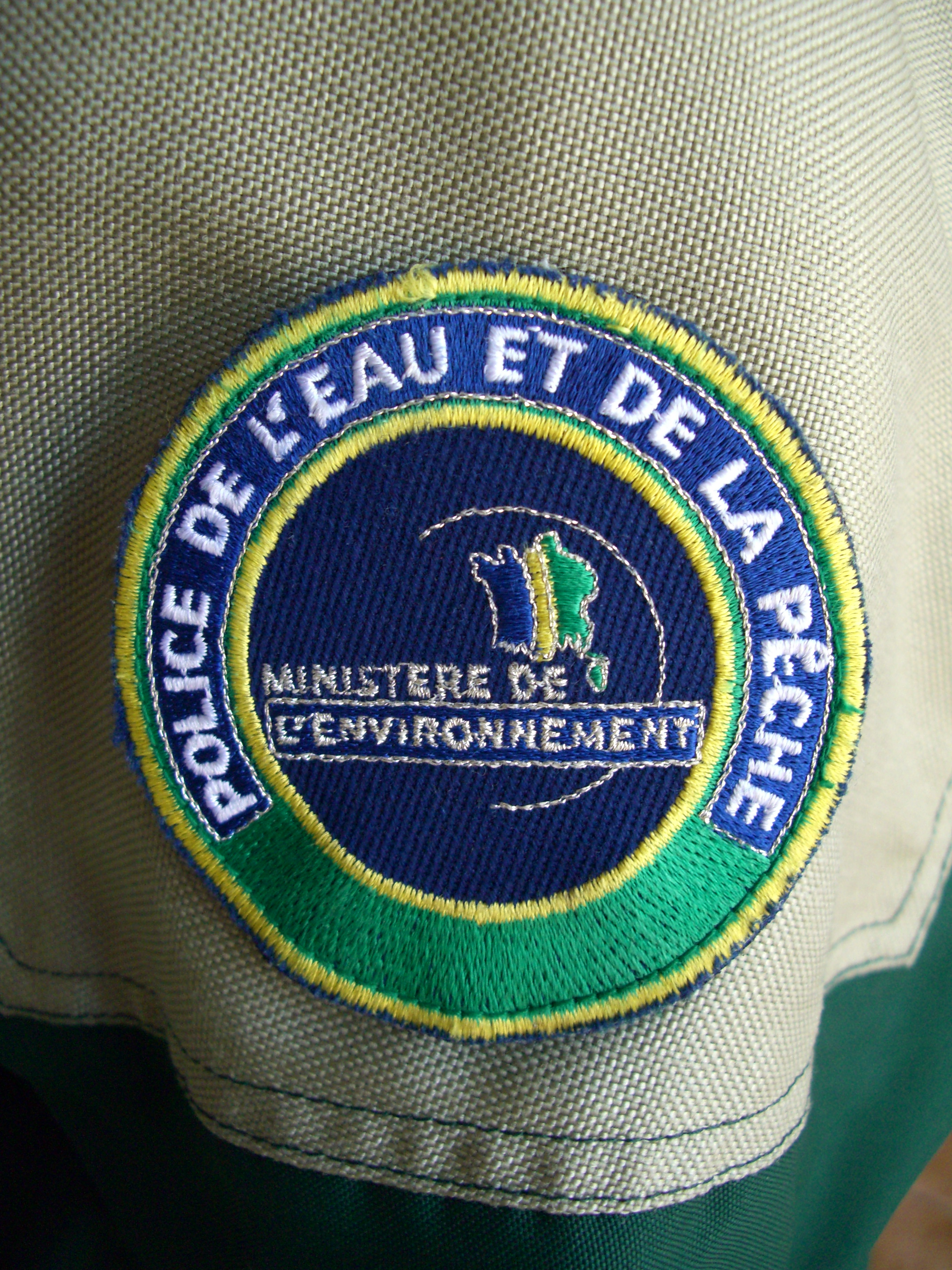
Badge d'épaule gauche du CSP en 2006.
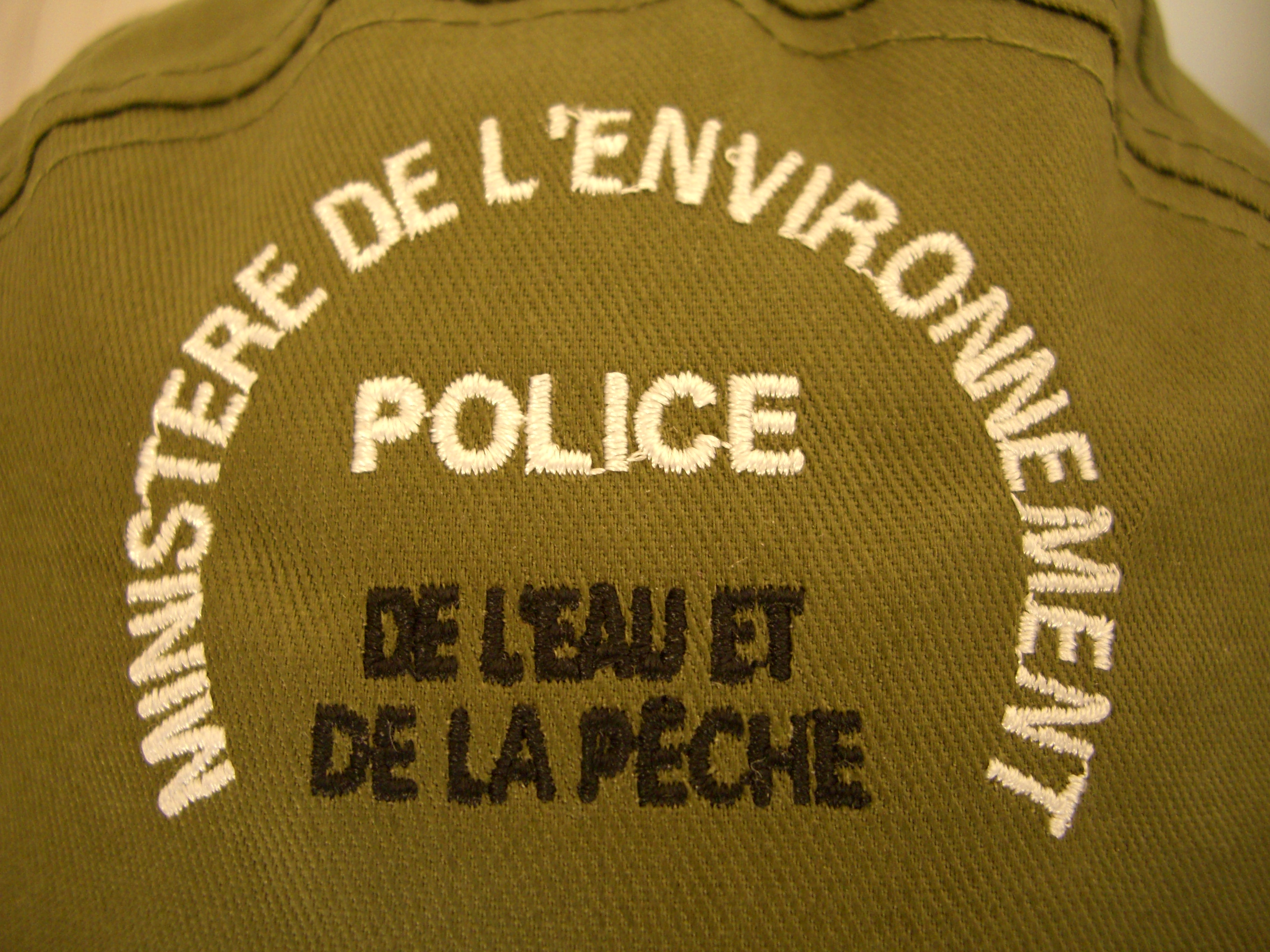
Écusson brodé de casquette du CSP en 2006
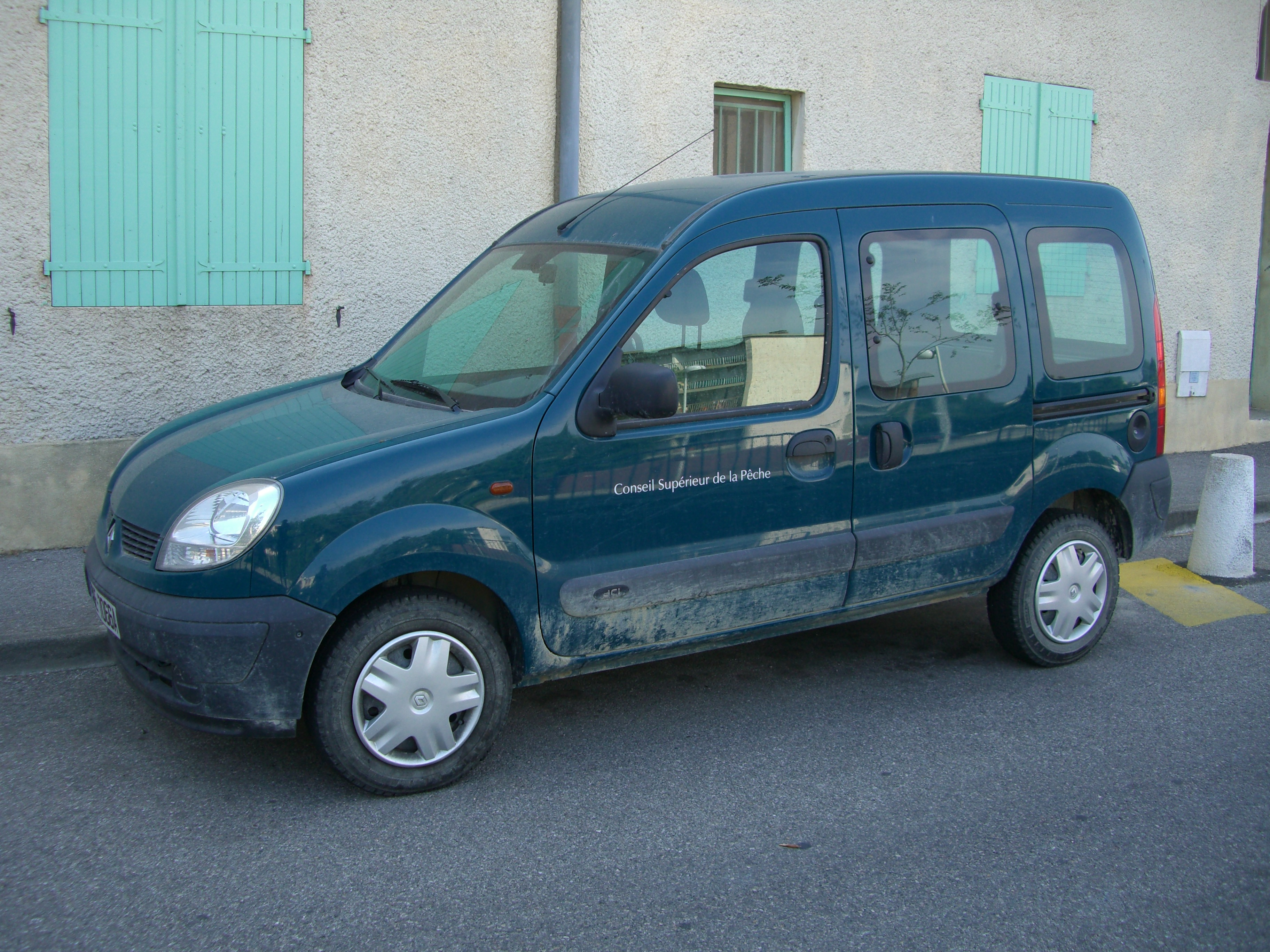
Véhicule administratif Renault Kangoo du Conseil Supérieur de la Pêche en 2006.

### Office National de la Chasse

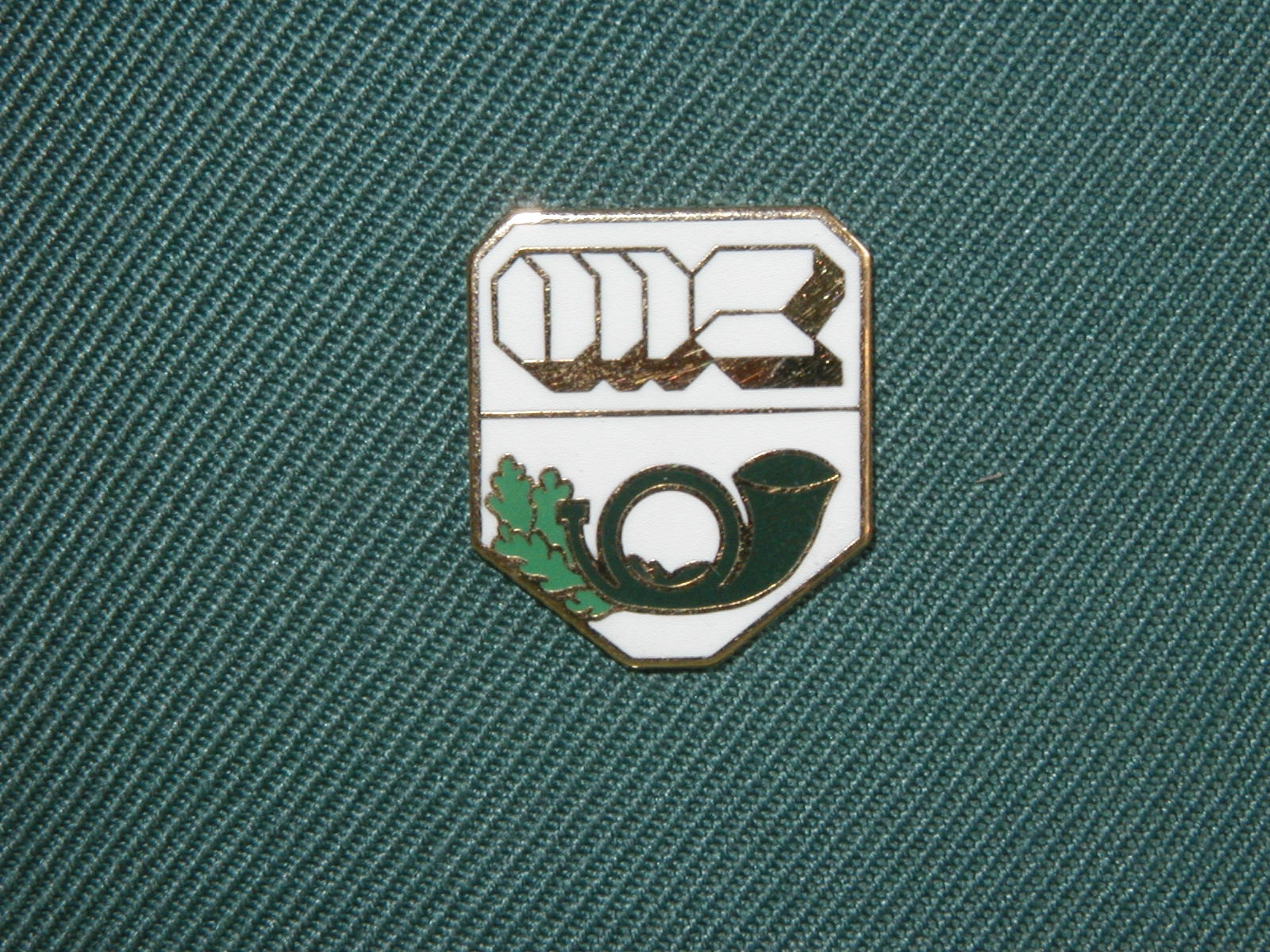
Insigne de képi émaillé de l'ONC en 2005.
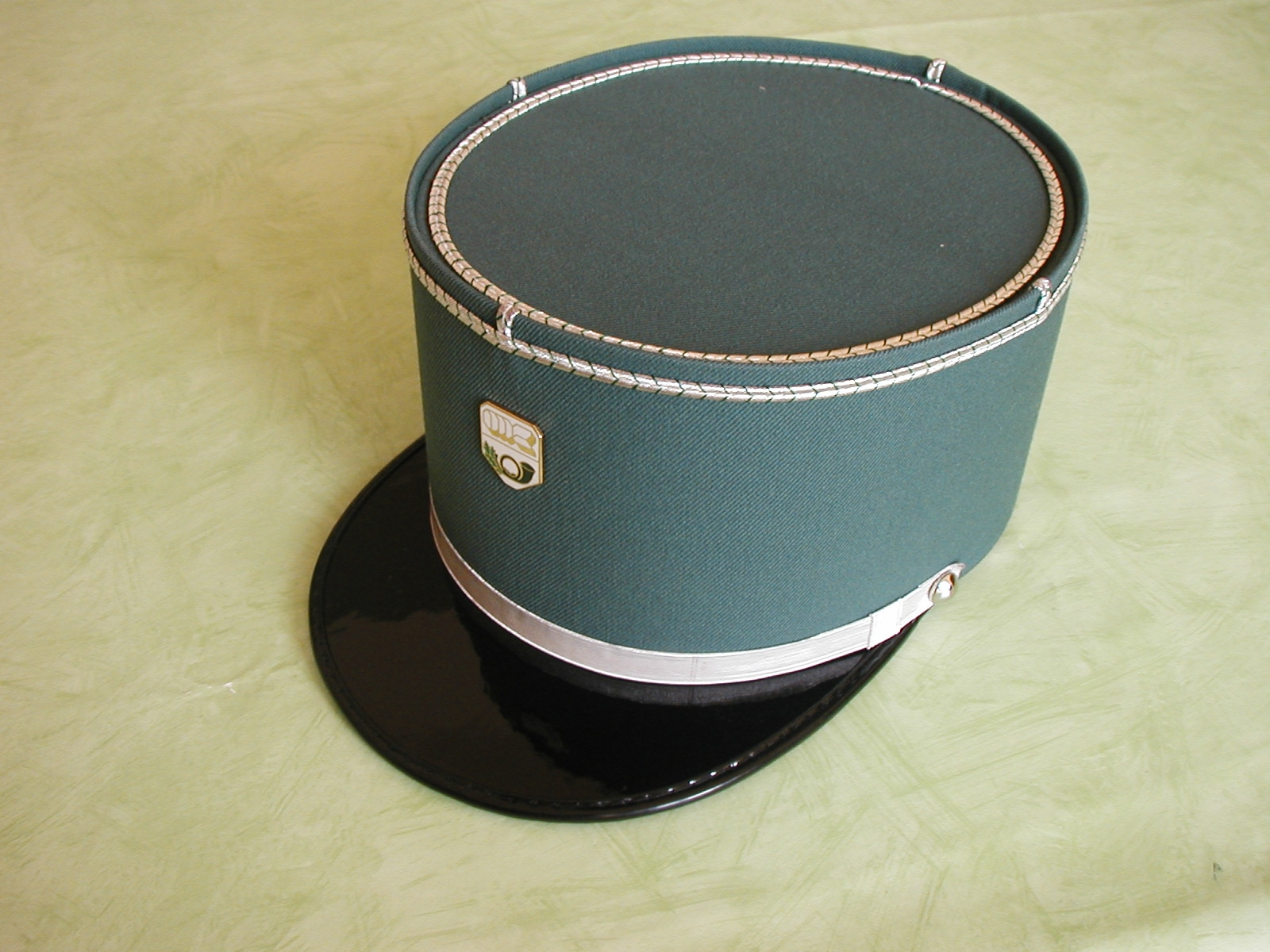
Képi d'ATE Garde national de la chasse et de la faune sauvage de l'ONC en 2005.
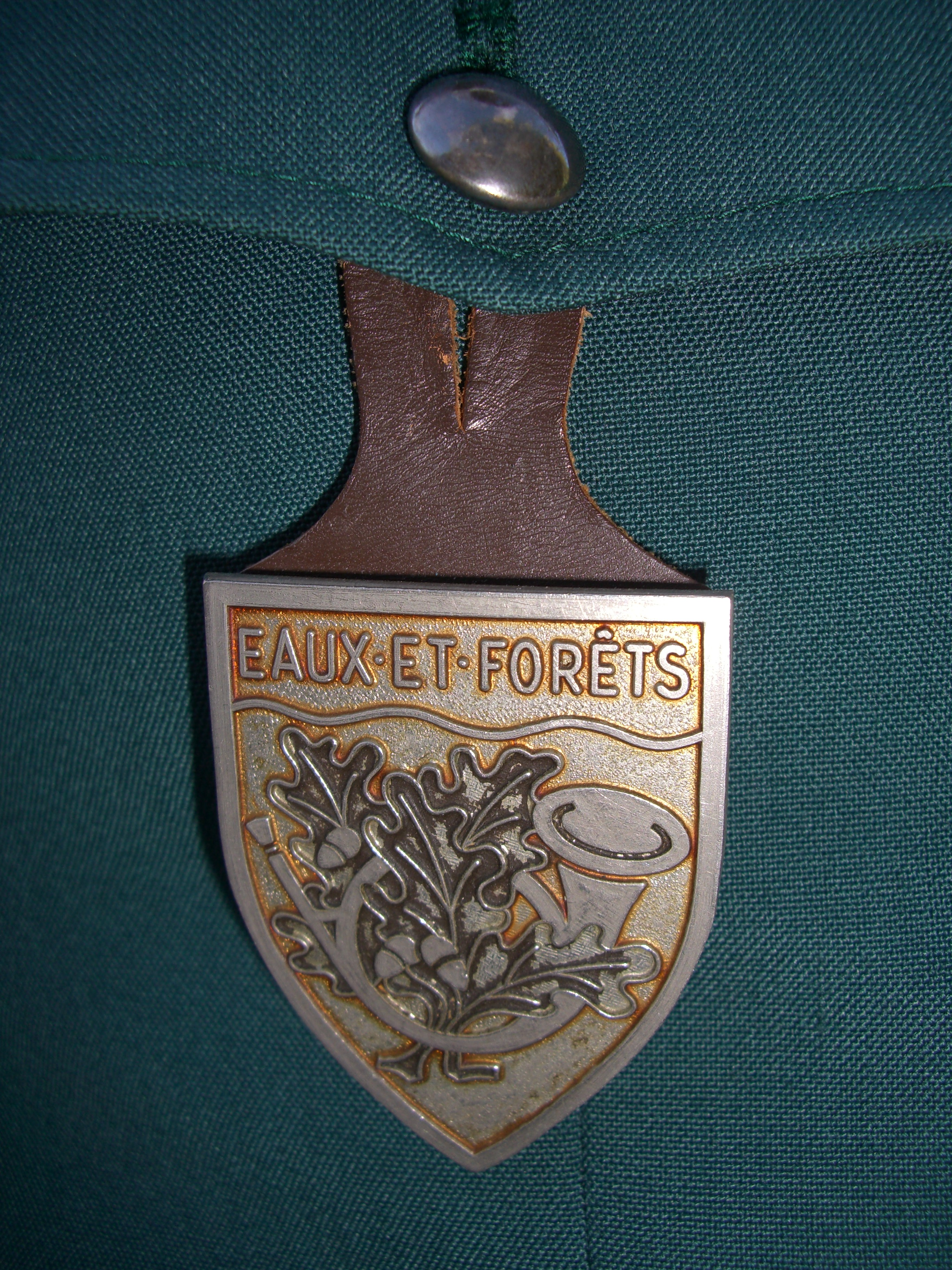
Insigne métallique de poitrine sur patte de cuir (commissionnement au titre des Eaux et Forêts) pour tenue de représentation de l'ONC en 2000.
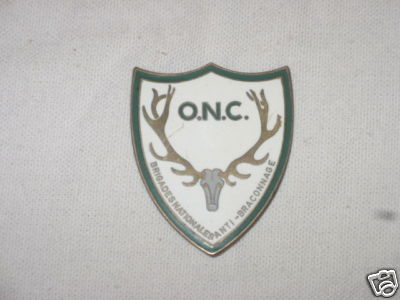
Insigne métallique de poitrine pour tenue de représentation de l'ONC (Brigades Mobiles d'Intervention) en 2001.
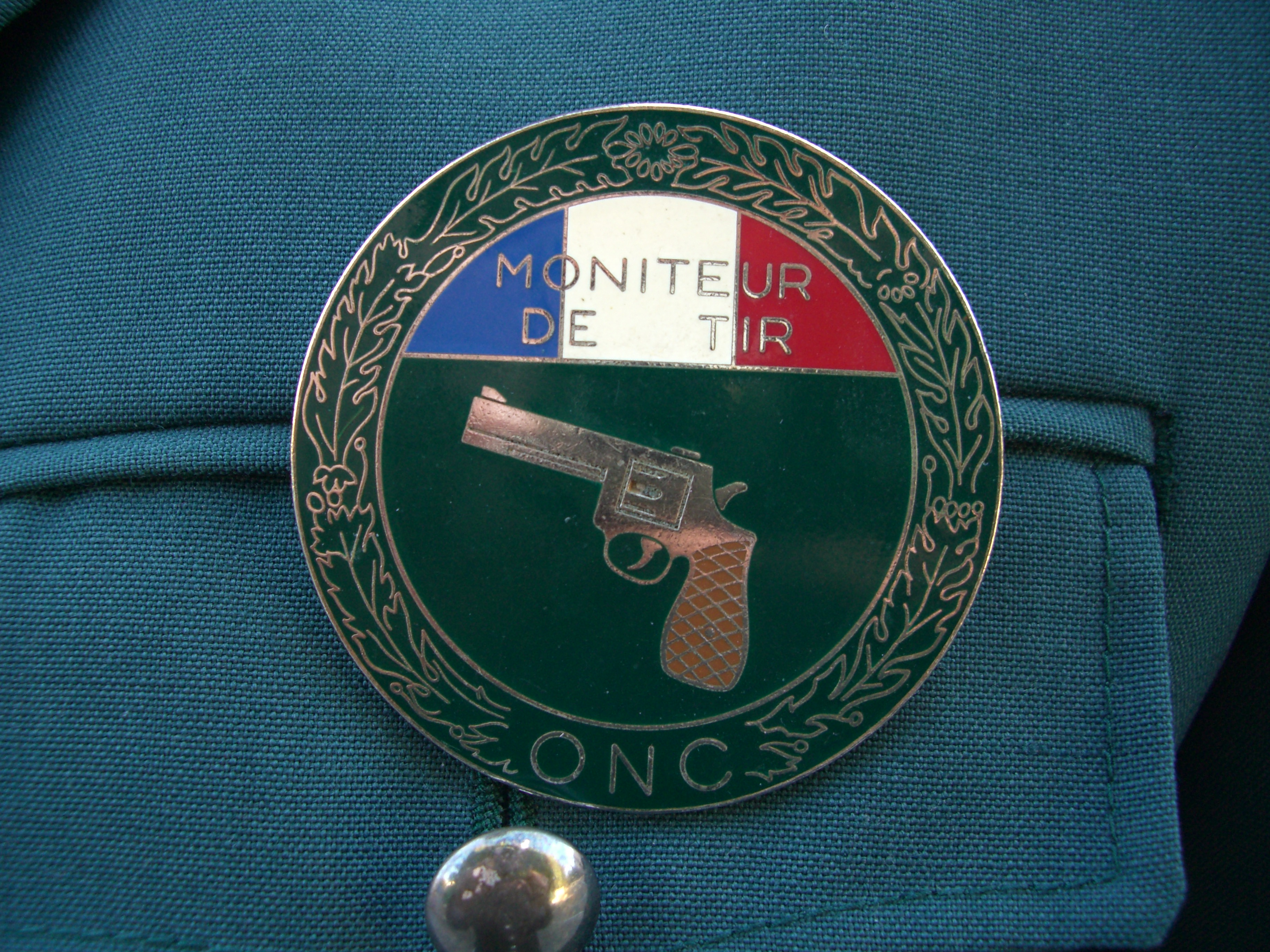
Plaque émaillée de poitrine de Moniteur de tir pour tenues de représentation de l'ONC en 2003.
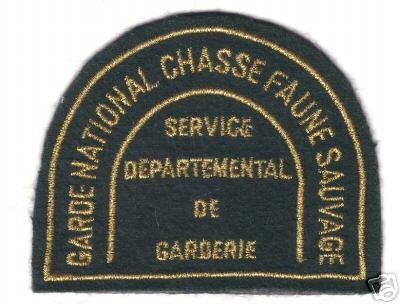
Écusson d'épaule gauche de la tenue de représentation de Garde national de la chasse et de la faune sauvage de l'ONC vers l'an 2000.
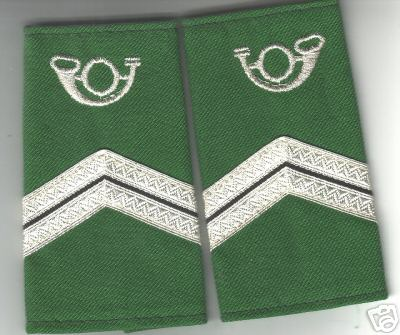
Épaulettes de grades de garde chasse de l'ONC dans les années 2000.
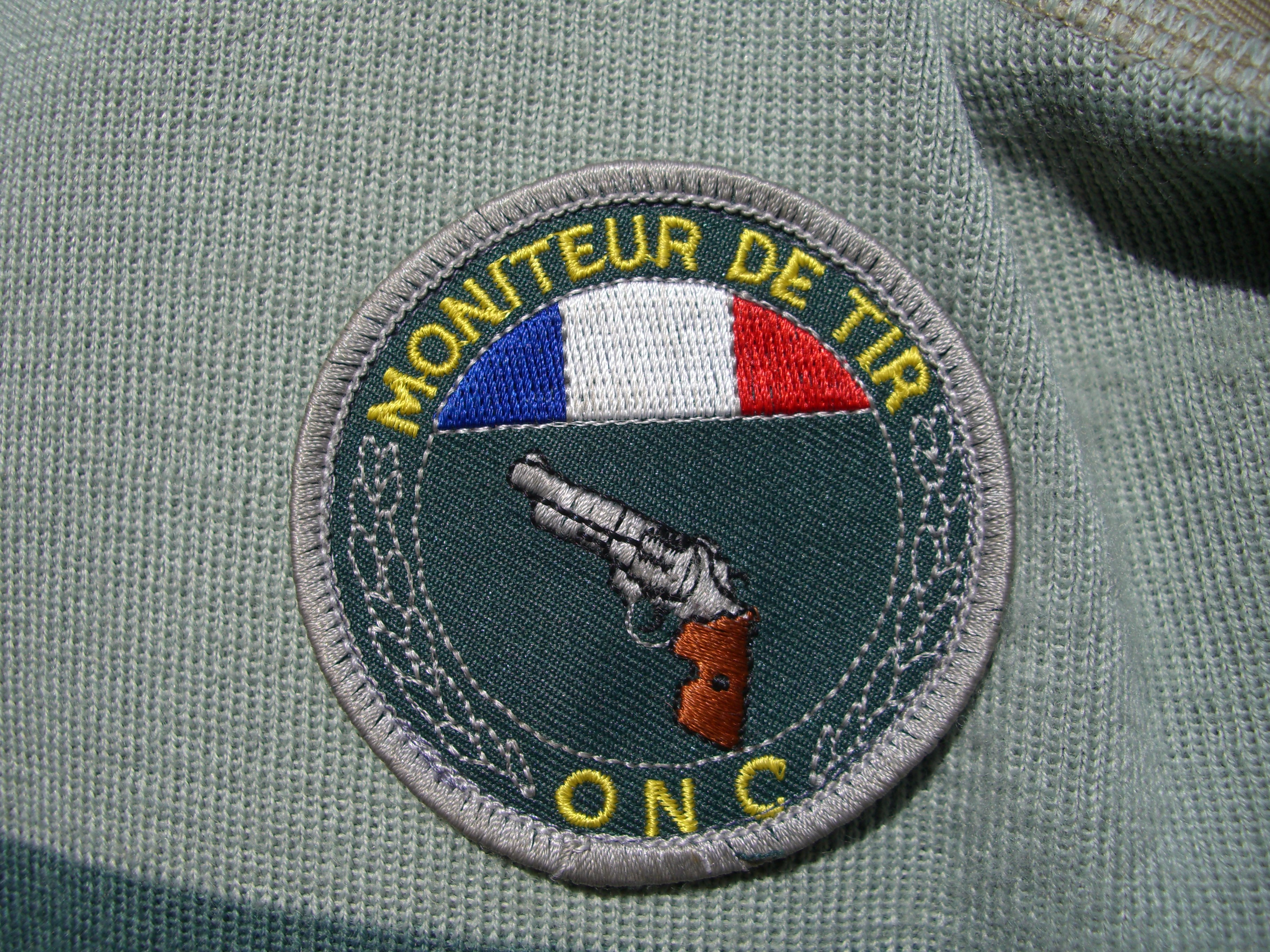
Écusson de poitrine de Moniteur de tir de l'ONC en 2003.
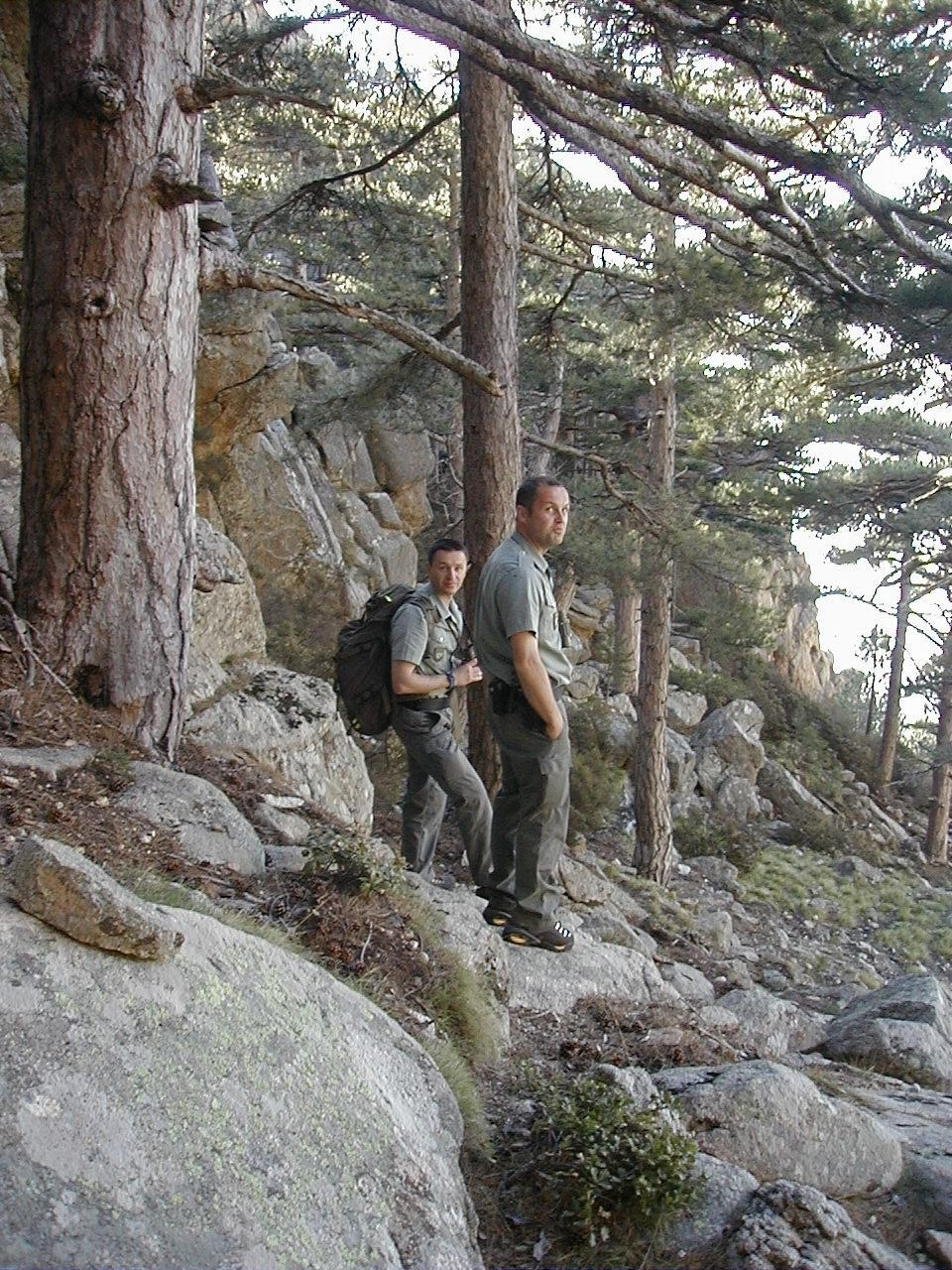
Garde-chasses de l'ONC en comptage au mouflon en Corse en tenue de terrain en 2000.
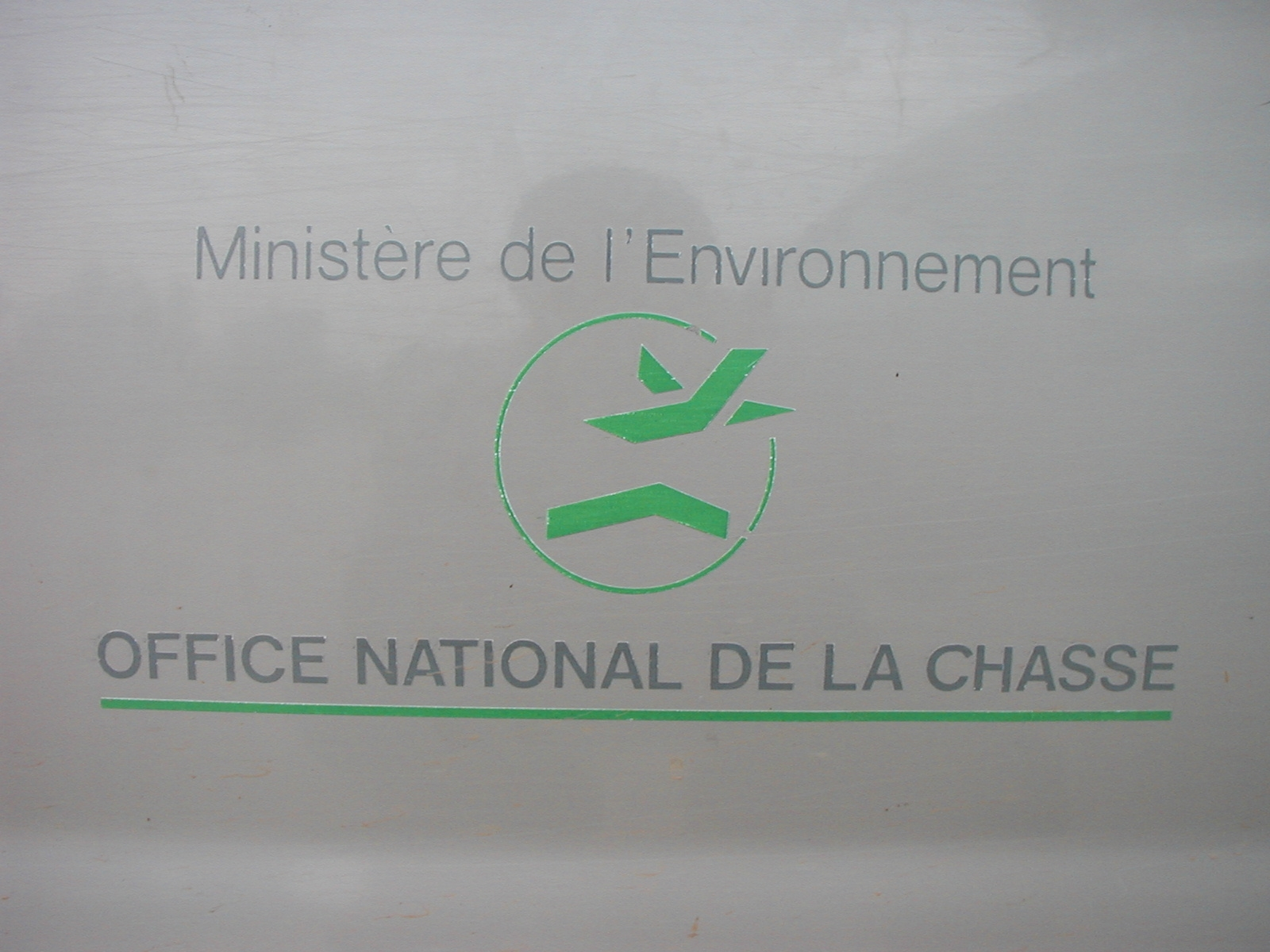
Logo de véhicule administratif de l'ONC en 2004.
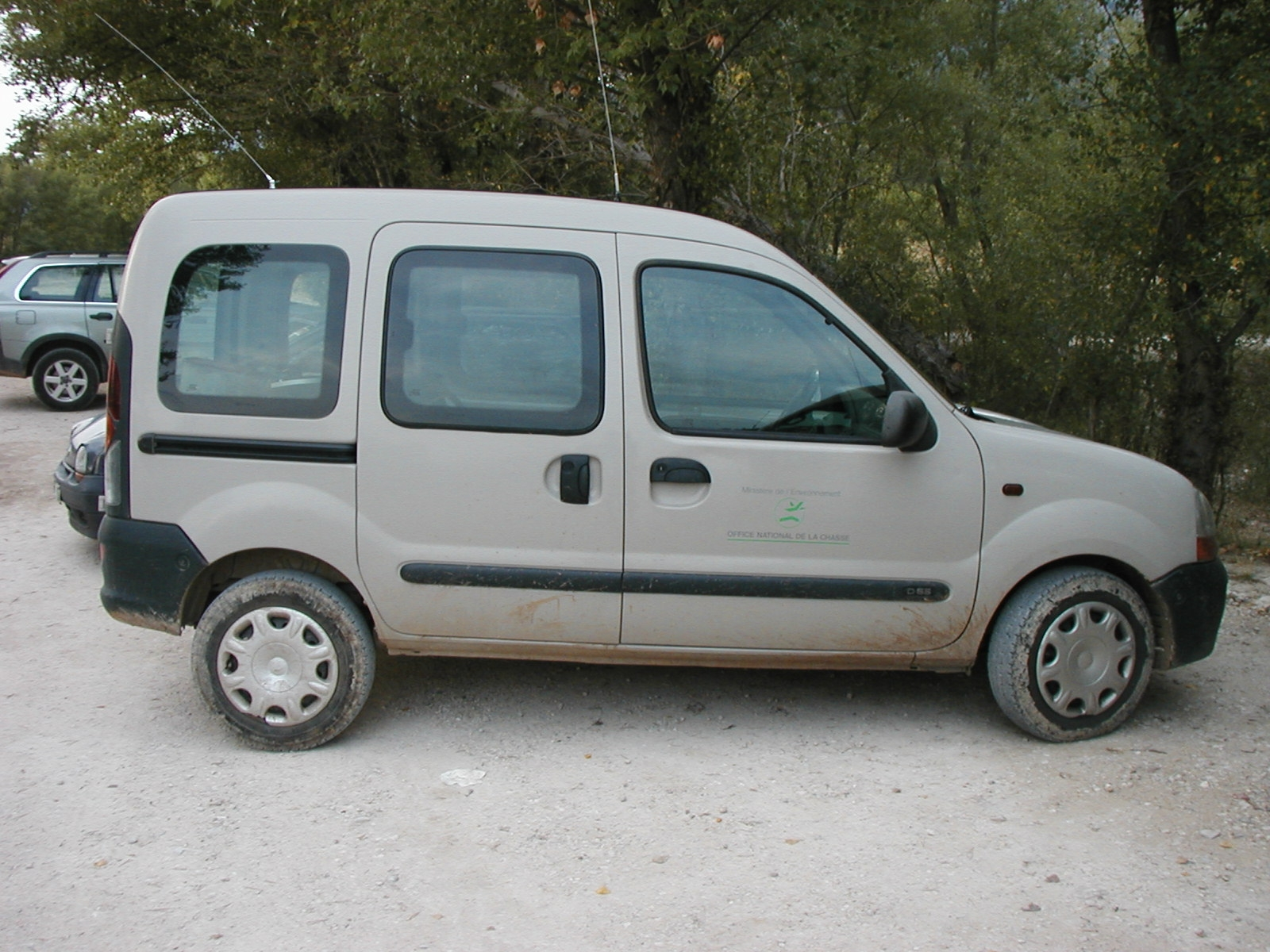
Véhicule administratif Renault Kangoo de l'ONC en 2004.

### Office National de la Chasse et de la Faune Sauvage

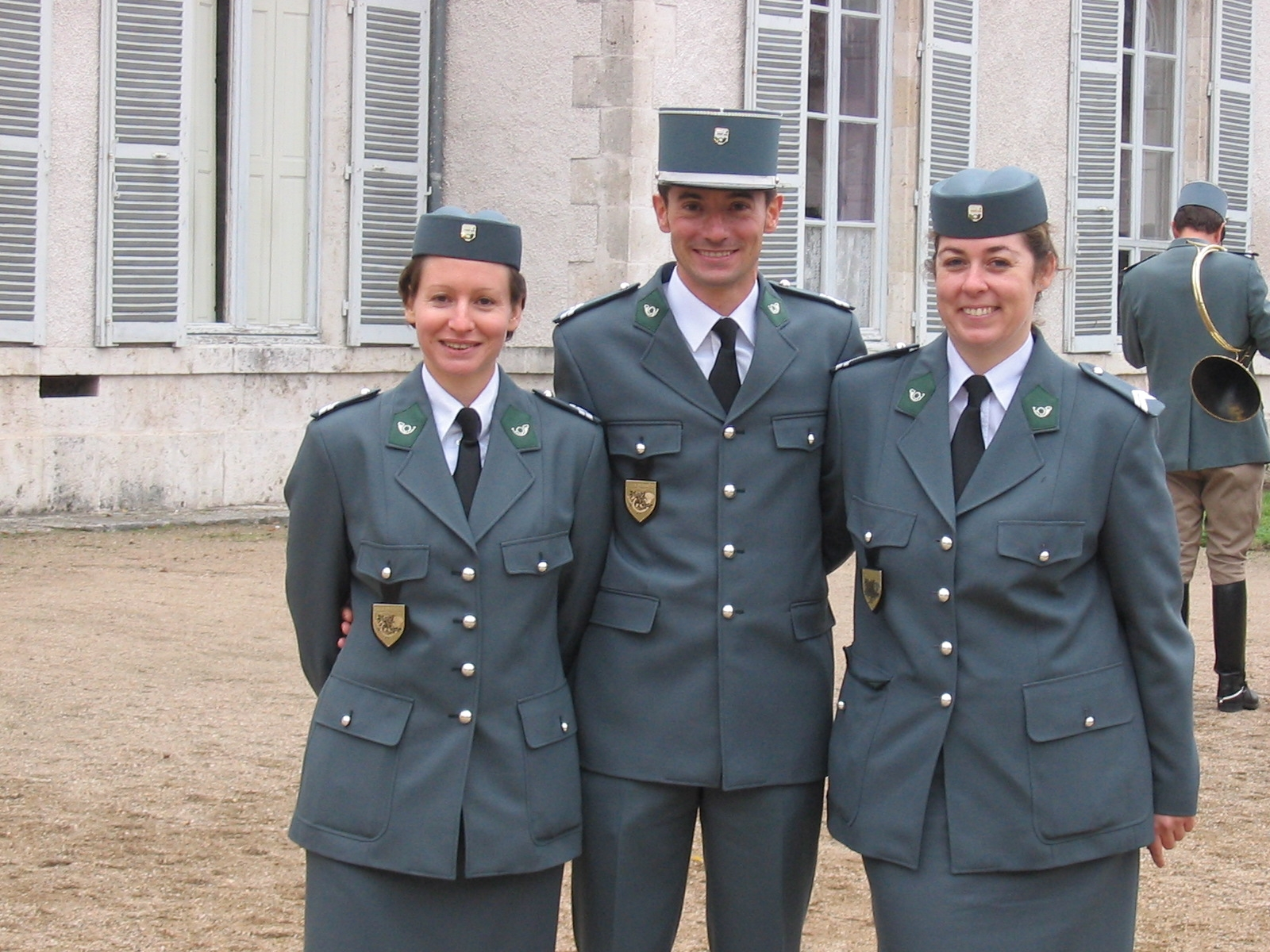
Agents Techniques de l'Environnement de l'ONCFS en tenue de représentation lors d'une prise d'uniforme en 2003.
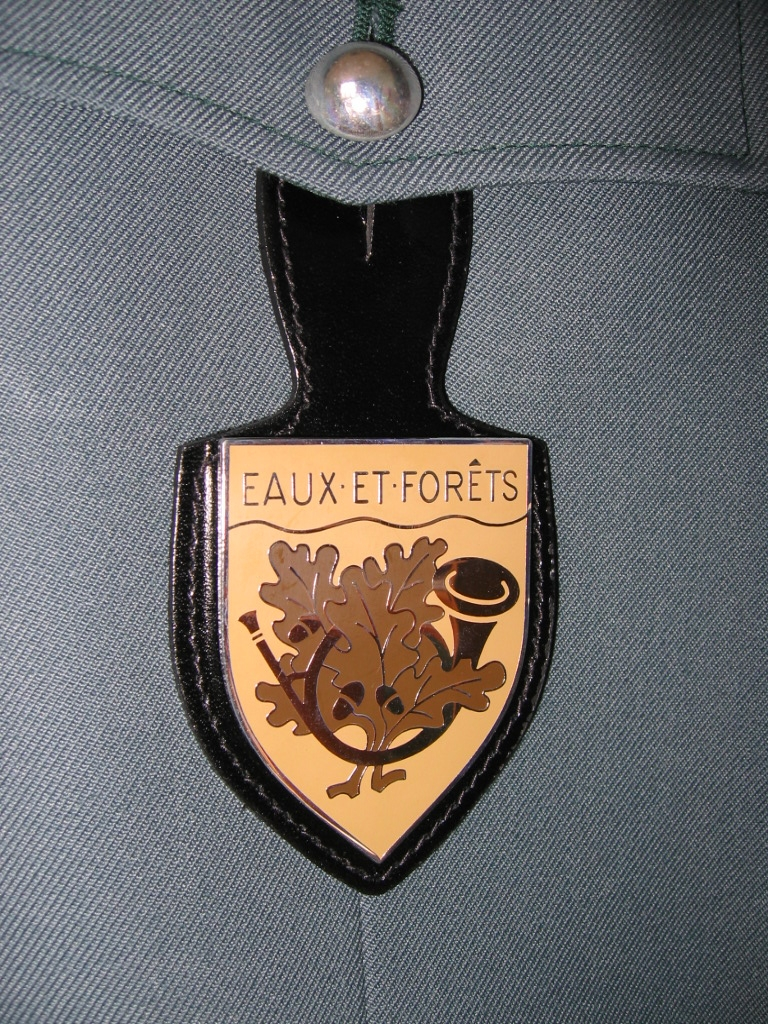
Insigne métallique de poitrine sur patte de cuir (commissionnement au titre des Eaux et Forêts) pour tenue de représentation de l'ONCFS en 2006.
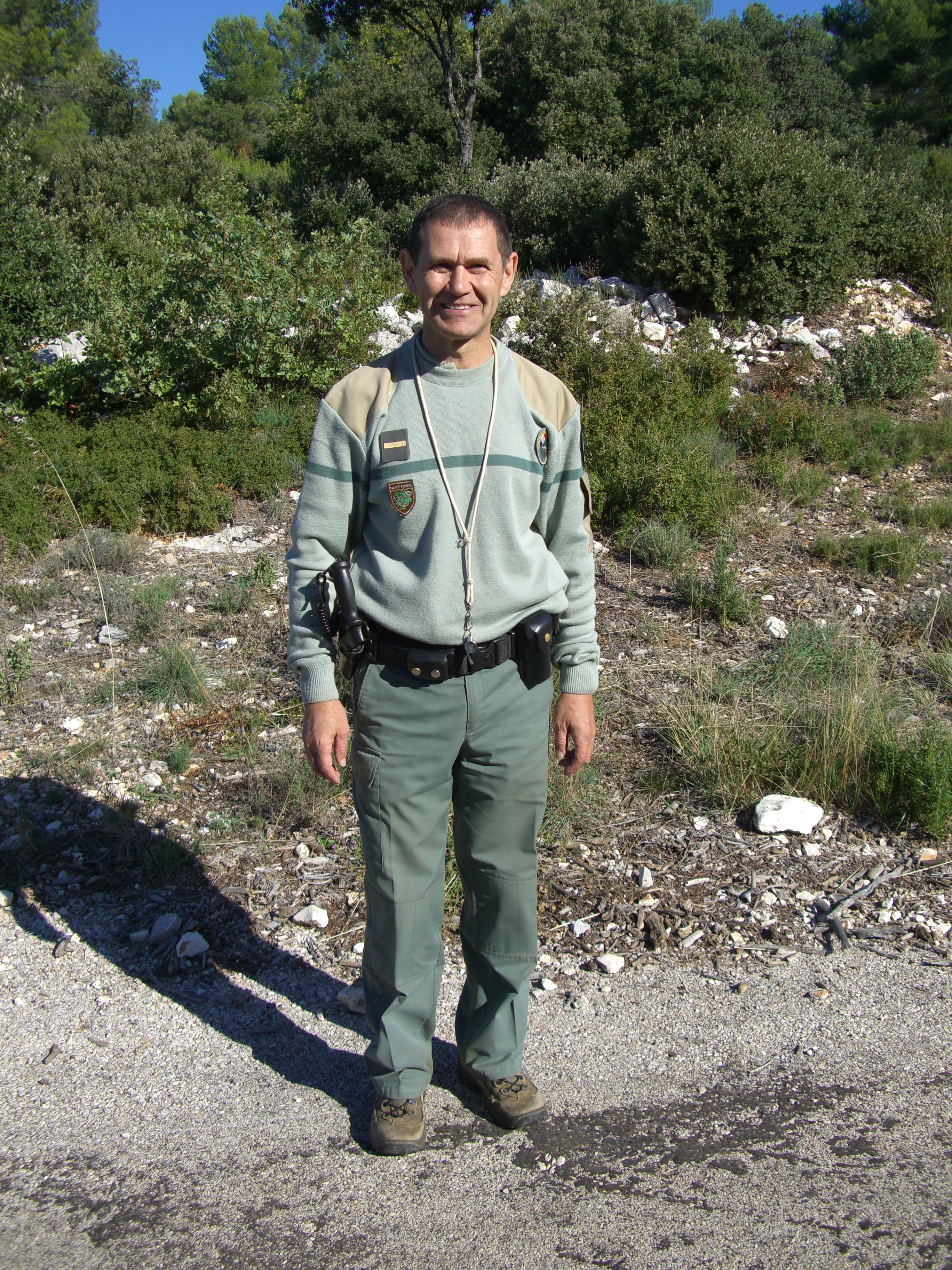
Technicien de l'Environnement Moniteur de tir de l'ONCFS en tenue de terrain d'hiver en 2006.
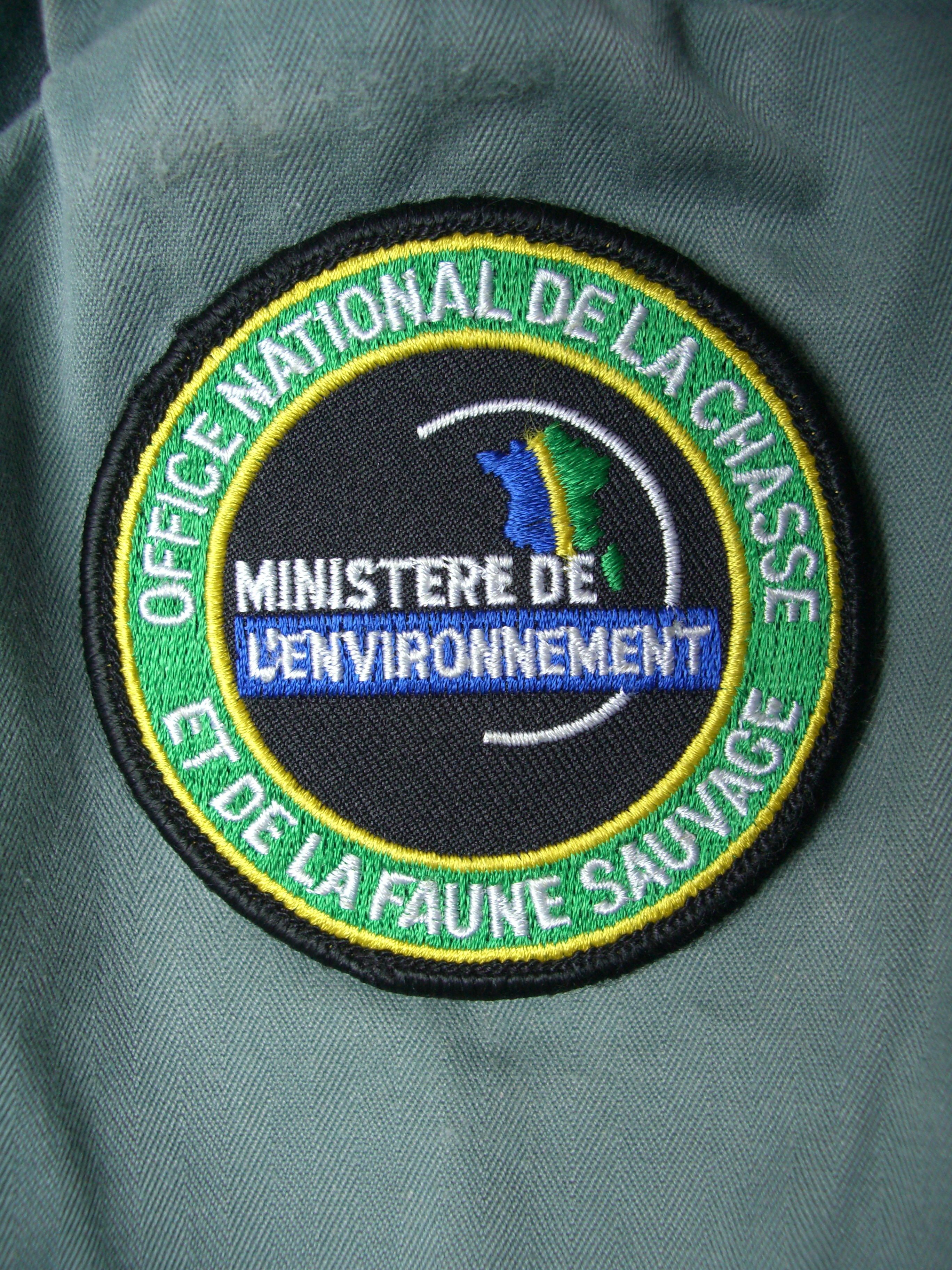
Badge d'épaule gauche de l'ONCFS en 2006.
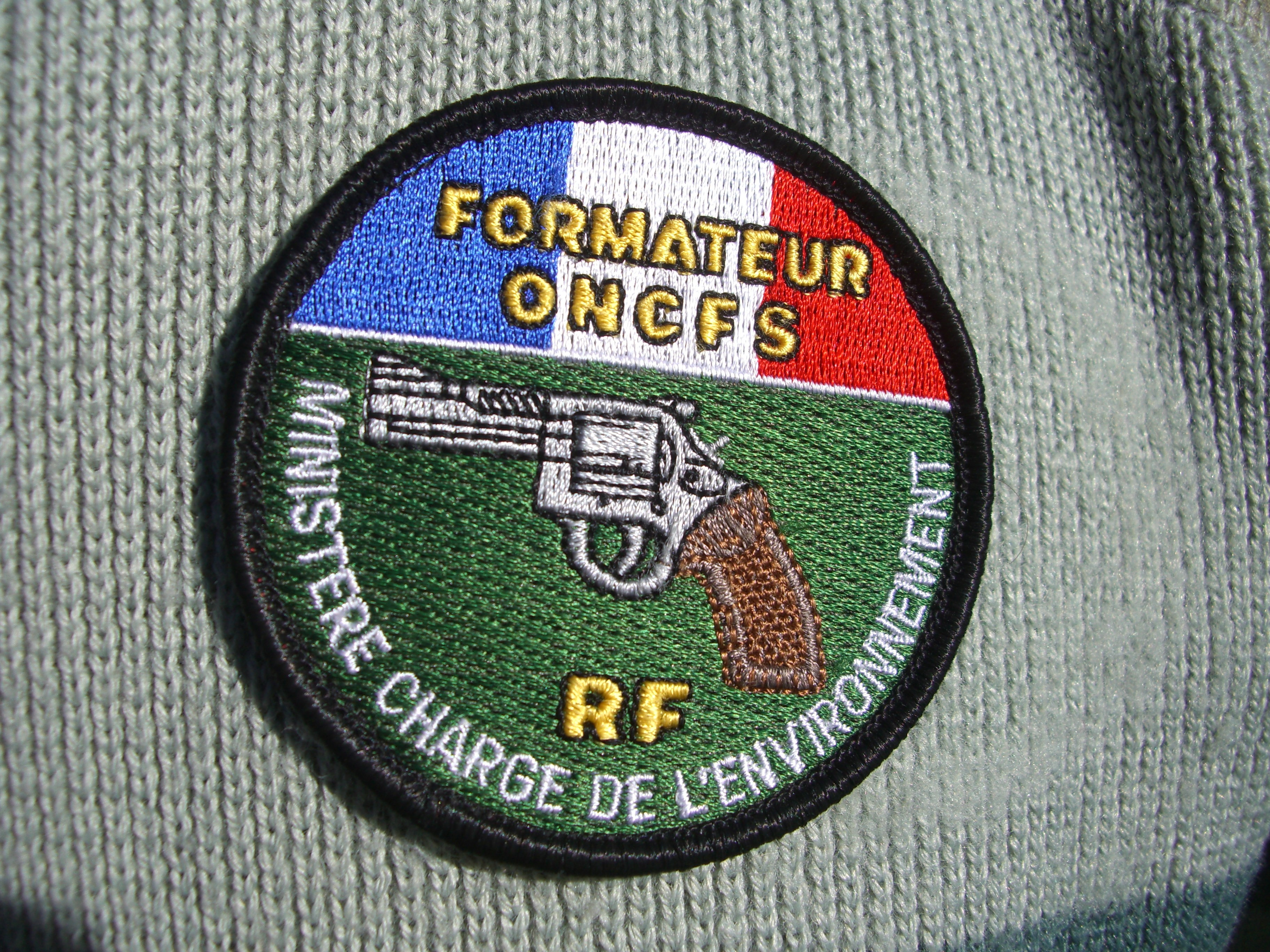
Écusson de poitrine de Formateur au tir de l'ONCFS en 2008.
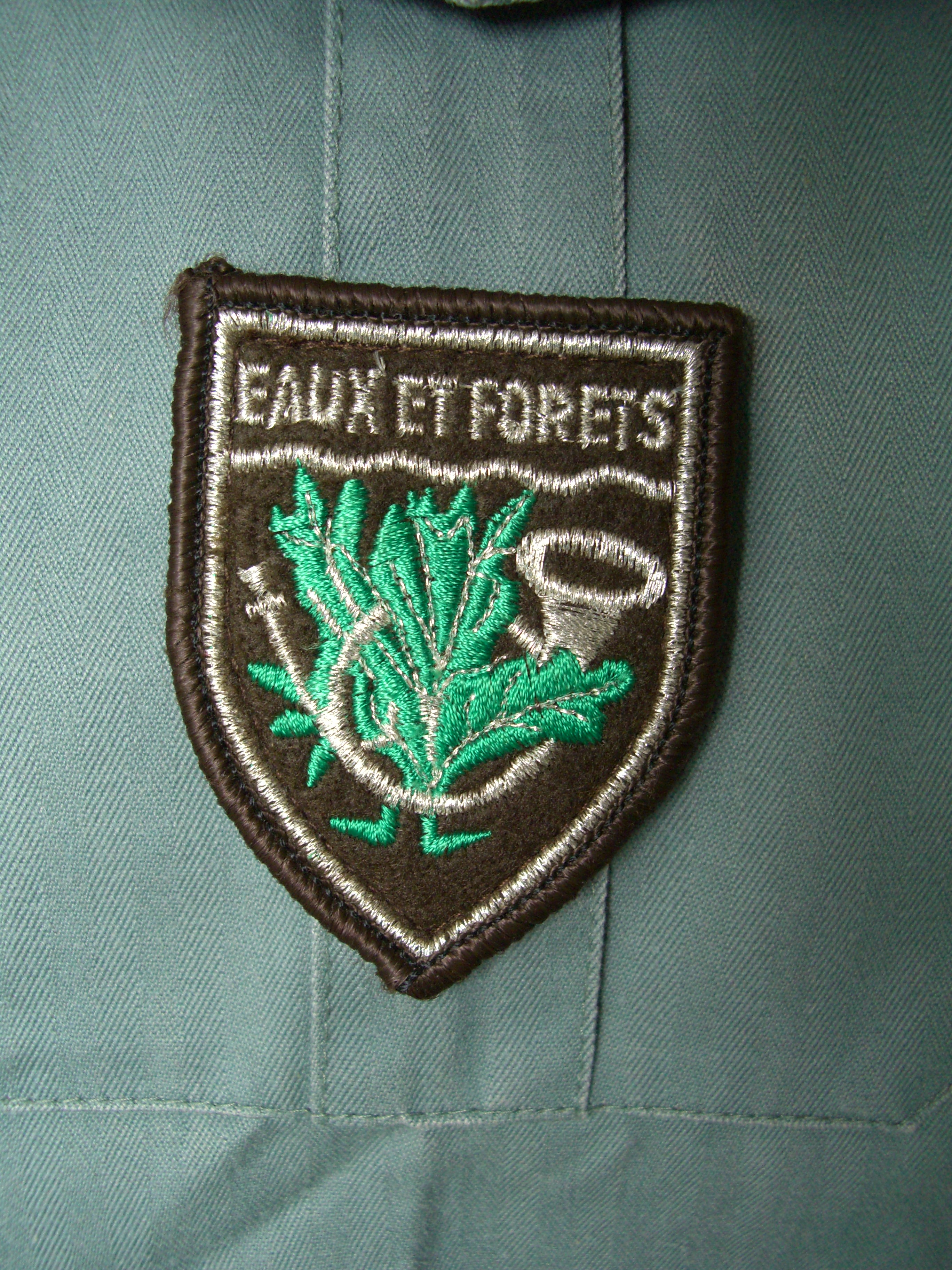
Écusson brodé de commissionnement au titre des Eaux et Forêts pour tenue de terrain de l'ONCFS en 2006.
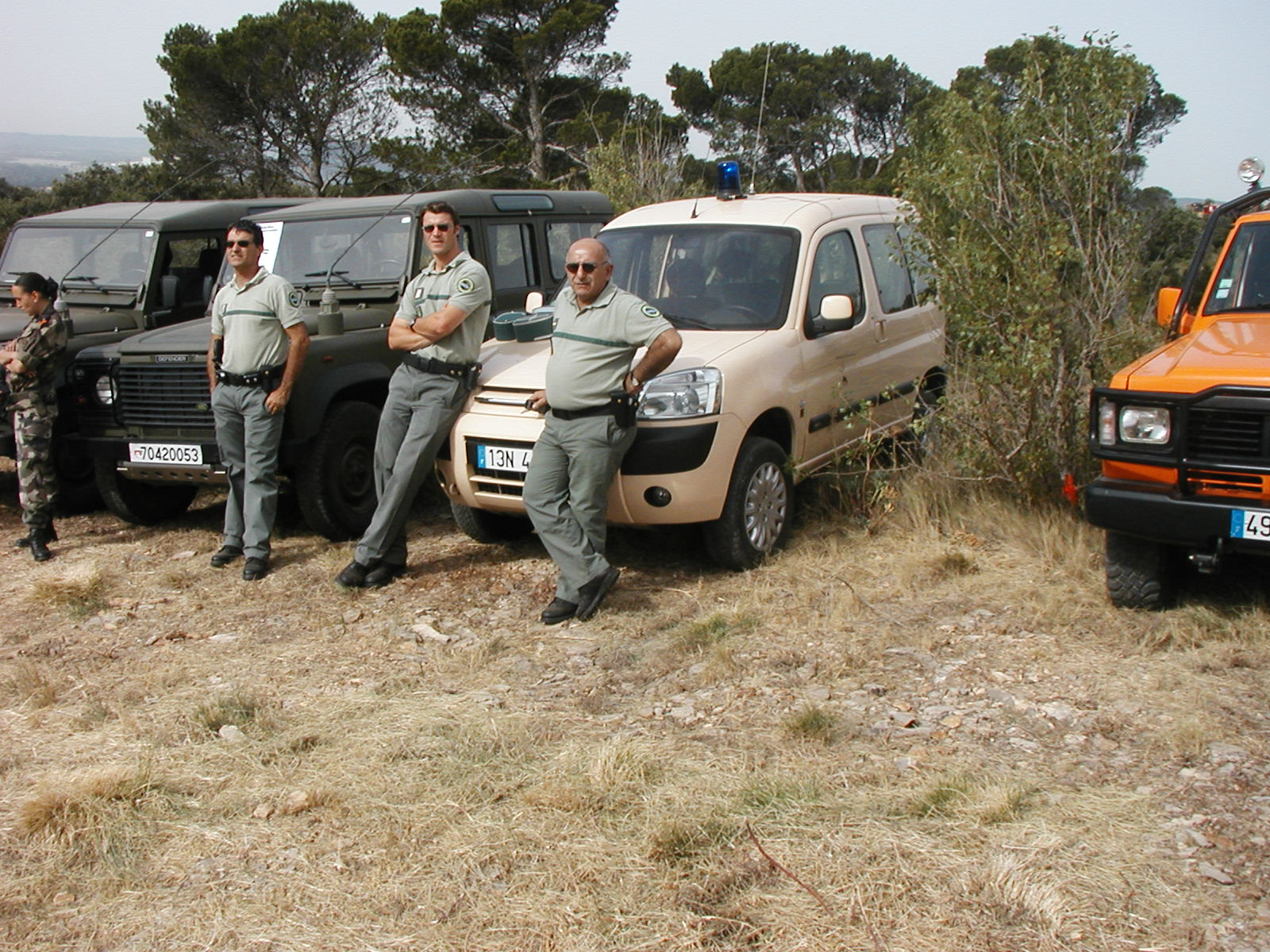
Agents Techniques de l'ONCFS en démonstration du dispositif DFCI en tenue de terrain en 2006.
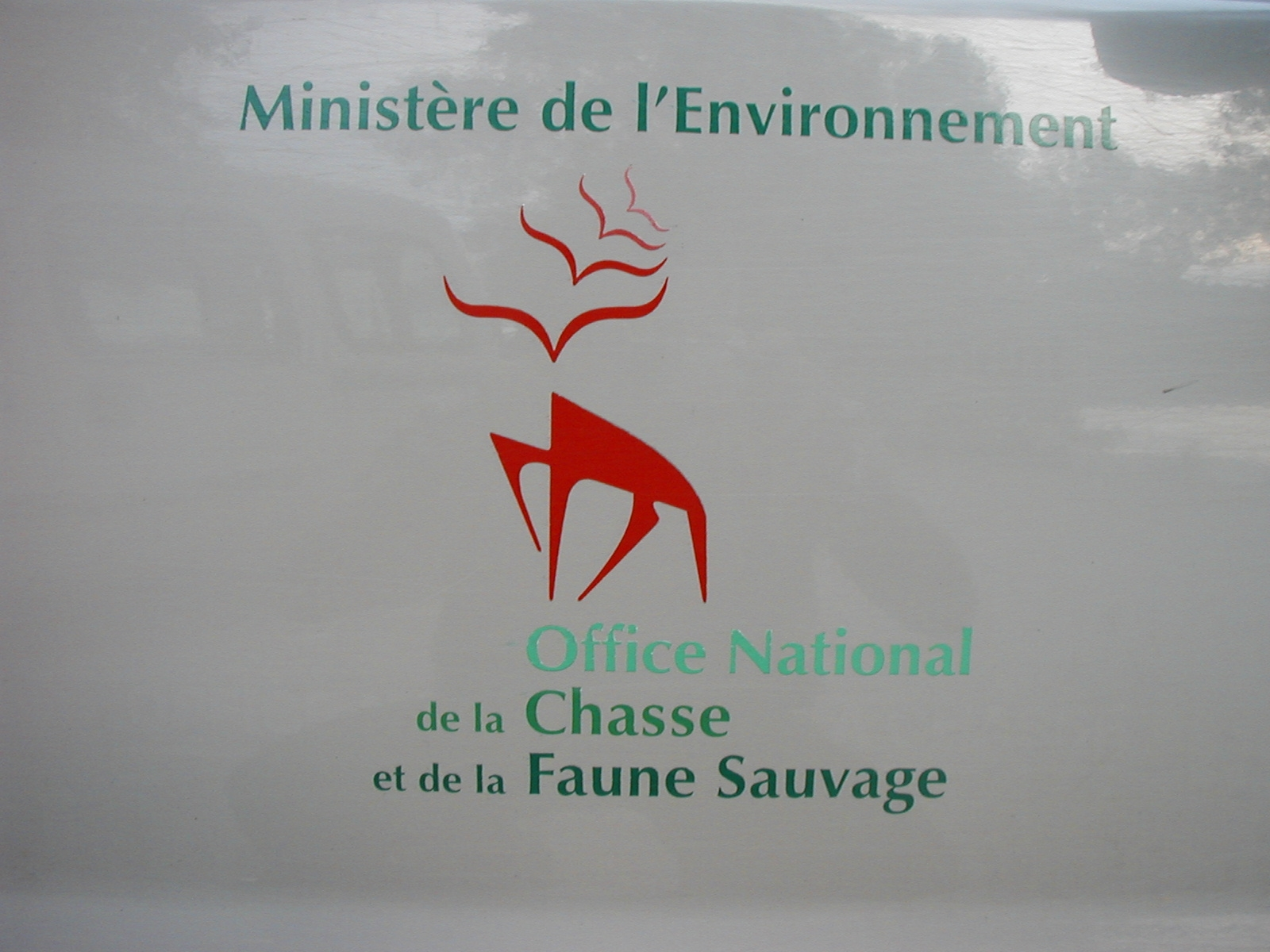
Logo de véhicule administratif de l'ONCFS en 2004.
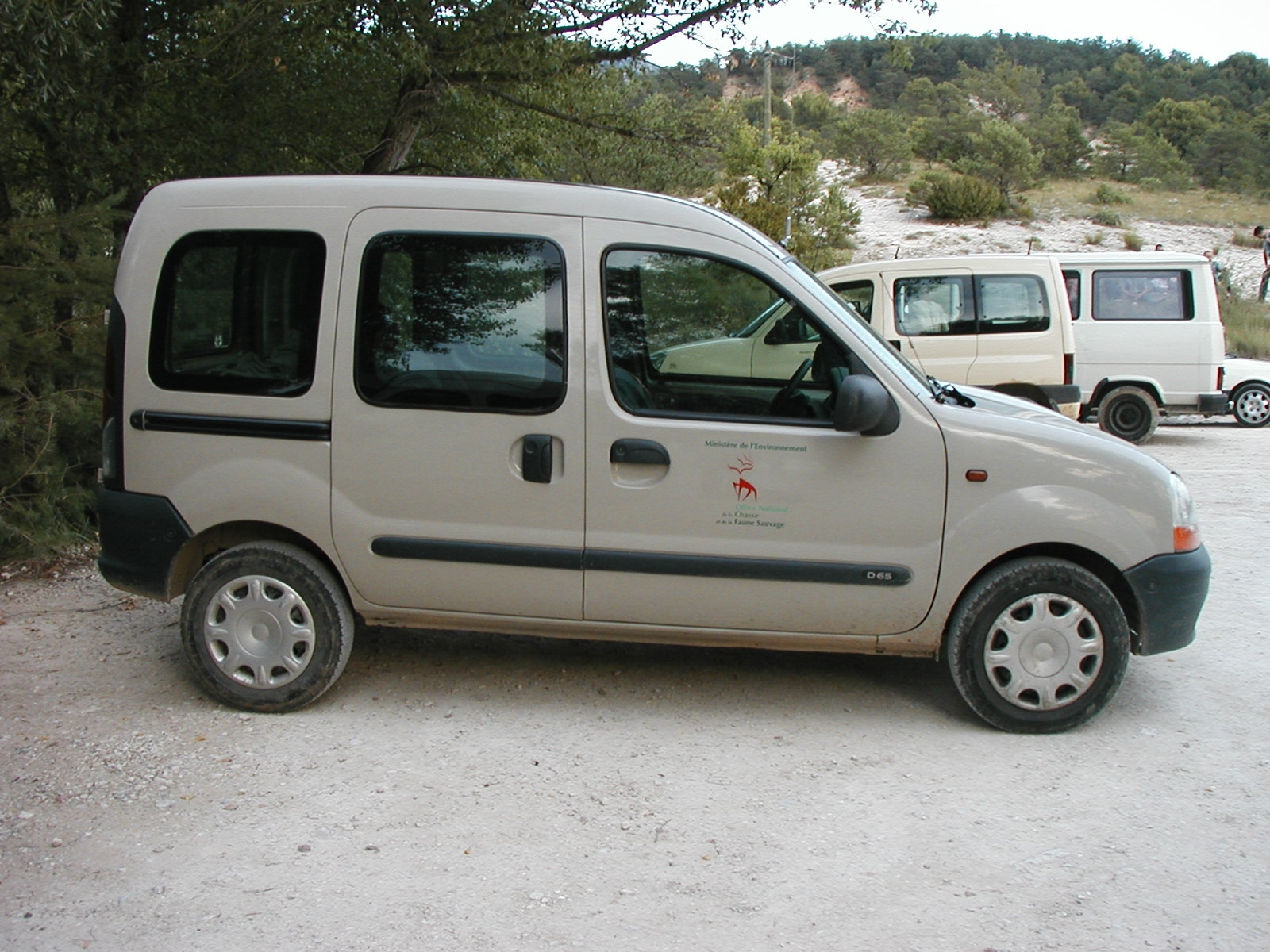
Véhicule administratif Renault Kangoo de l'ONCFS en 2004.

### Parcs Nationaux français

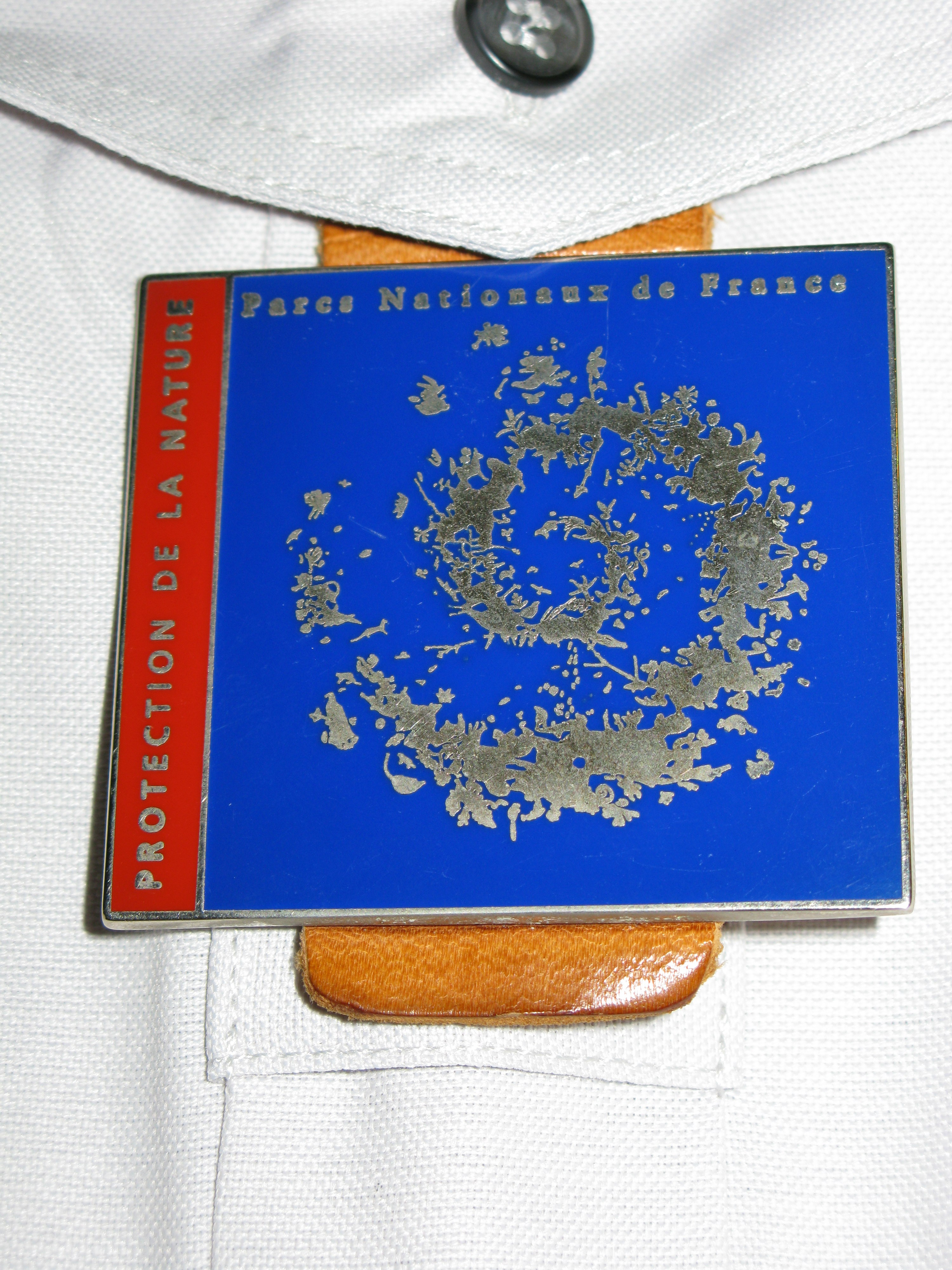
Insigne métallique de poitrine sur patte de cuir (commissionnement au titre de la Protection de la Nature) pour tenue de terrain des Parcs Nationaux de France en 2008.
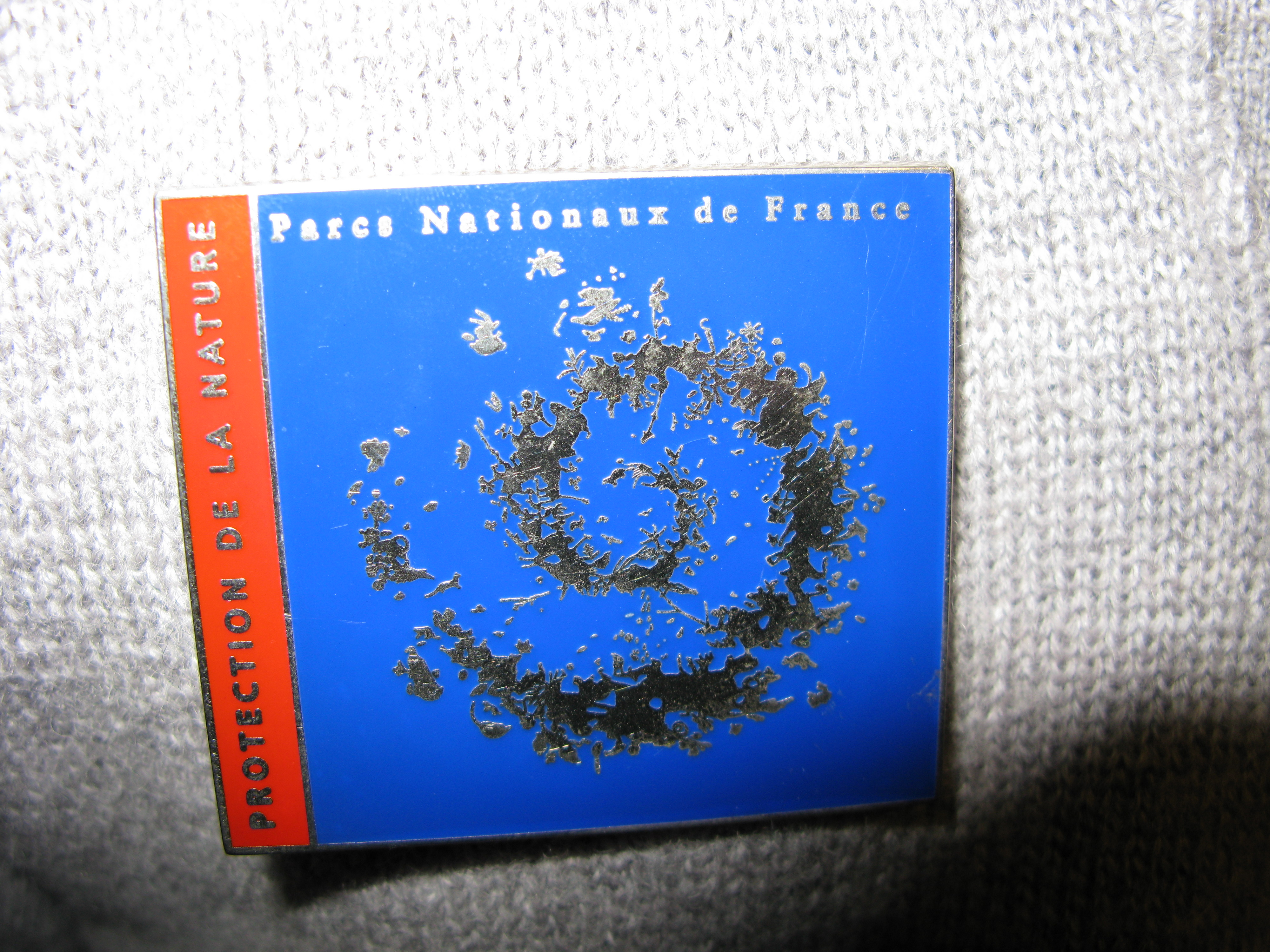
Insigne métallique de poitrine (commissionnement au titre de la Protection de la Nature) pour tenue de terrain des Parcs Nationaux de France en 2008.
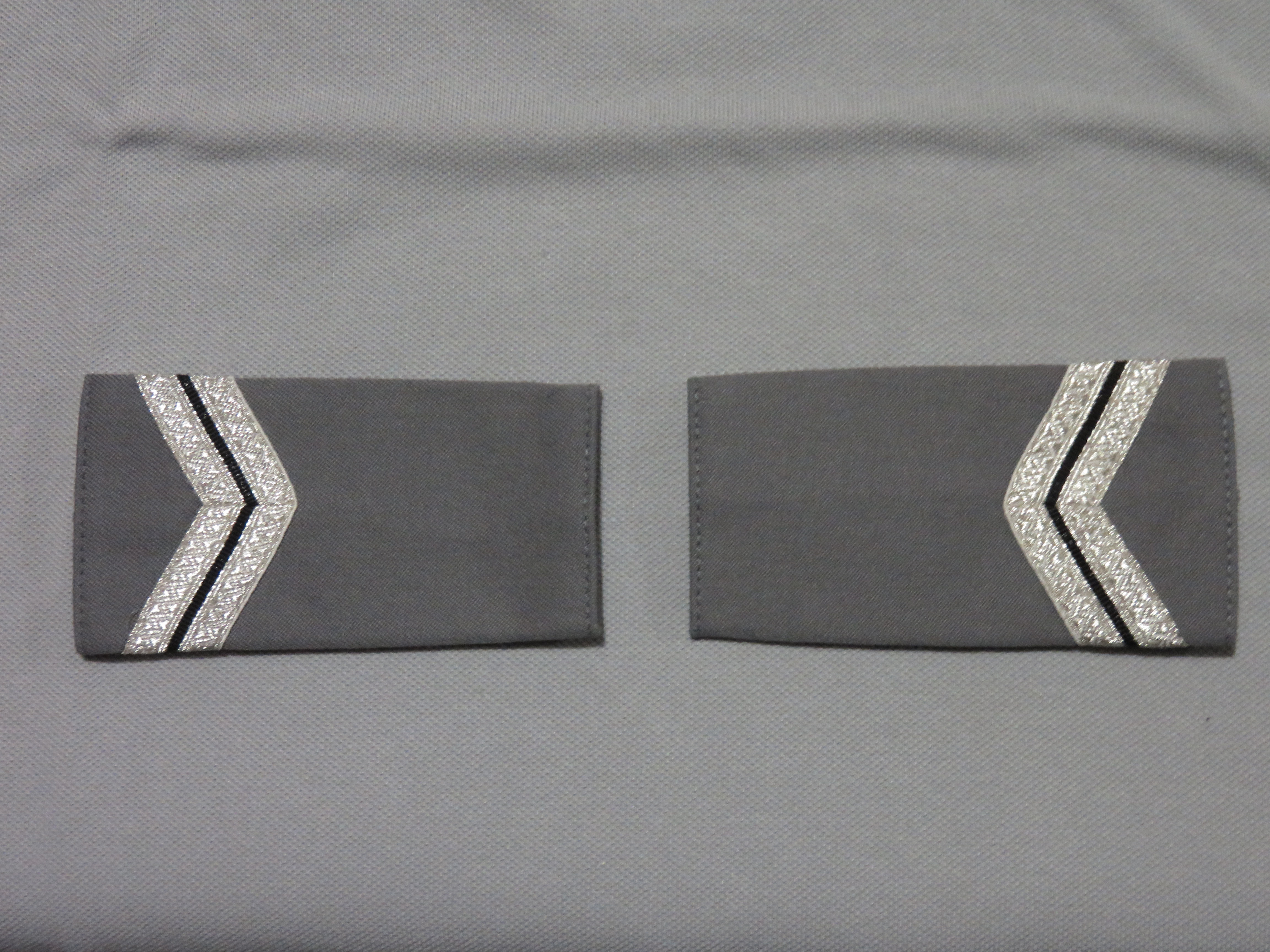
Grades d'Agent Technique (garde-moniteur) sur fourreau gris pour chemise des parcs nationaux en 2010.
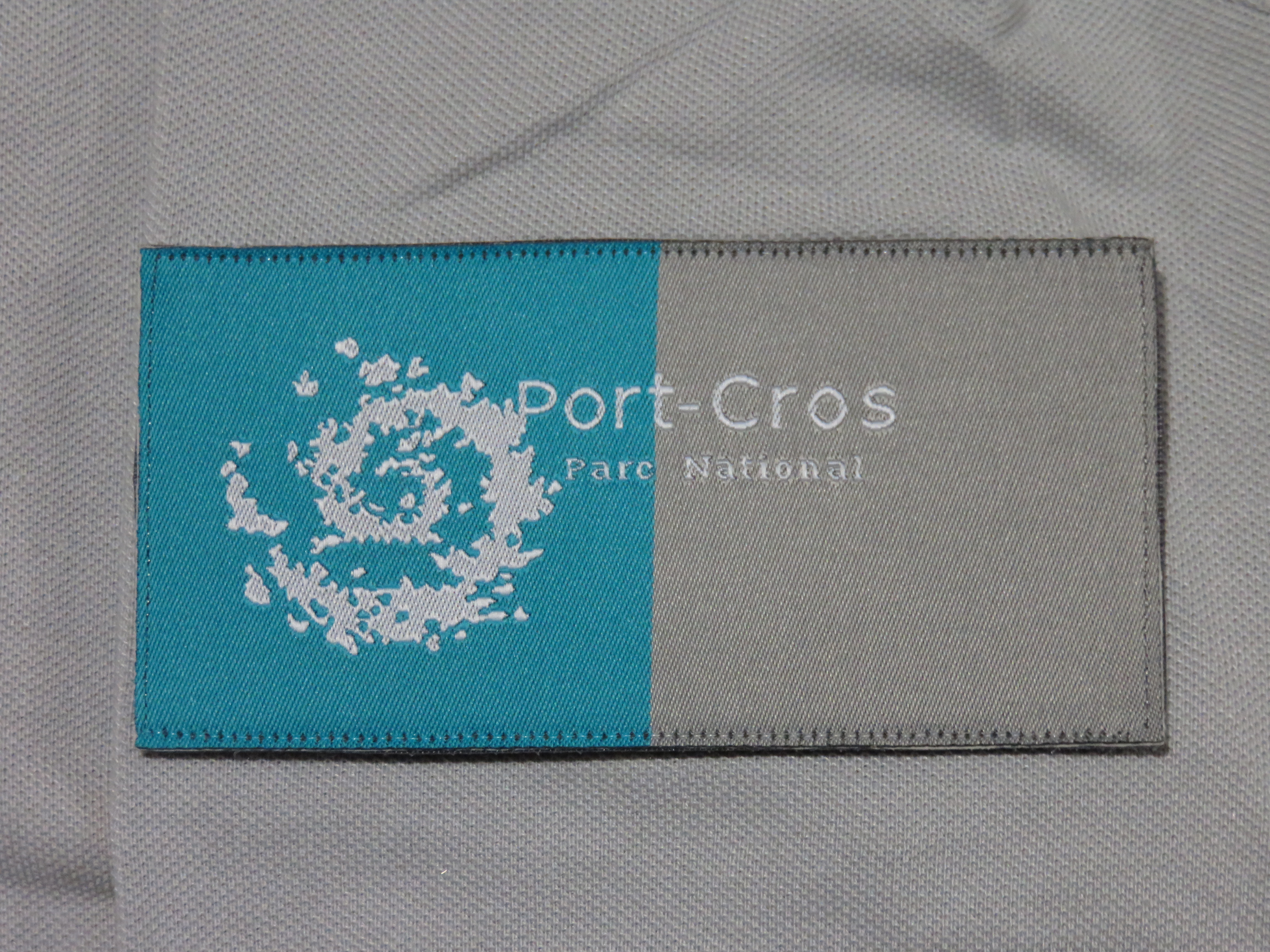
Écusson d'épaule des tenues de terrain de l'établissement public du Parc National de Port-Cros en 2012.
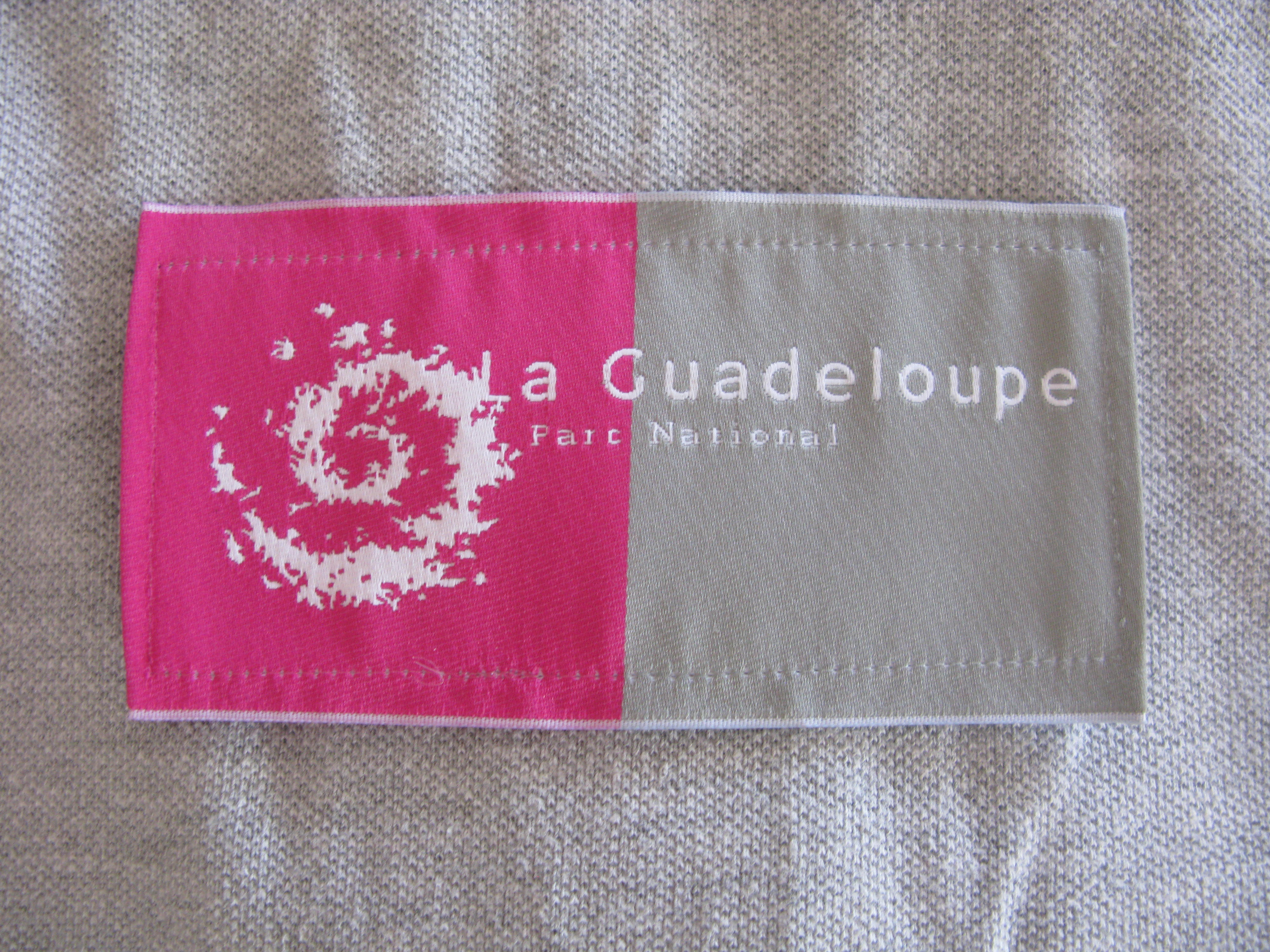
Écusson d'épaule des tenues de terrain de l'établissement public du Parc National de Guadeloupe en 2011.
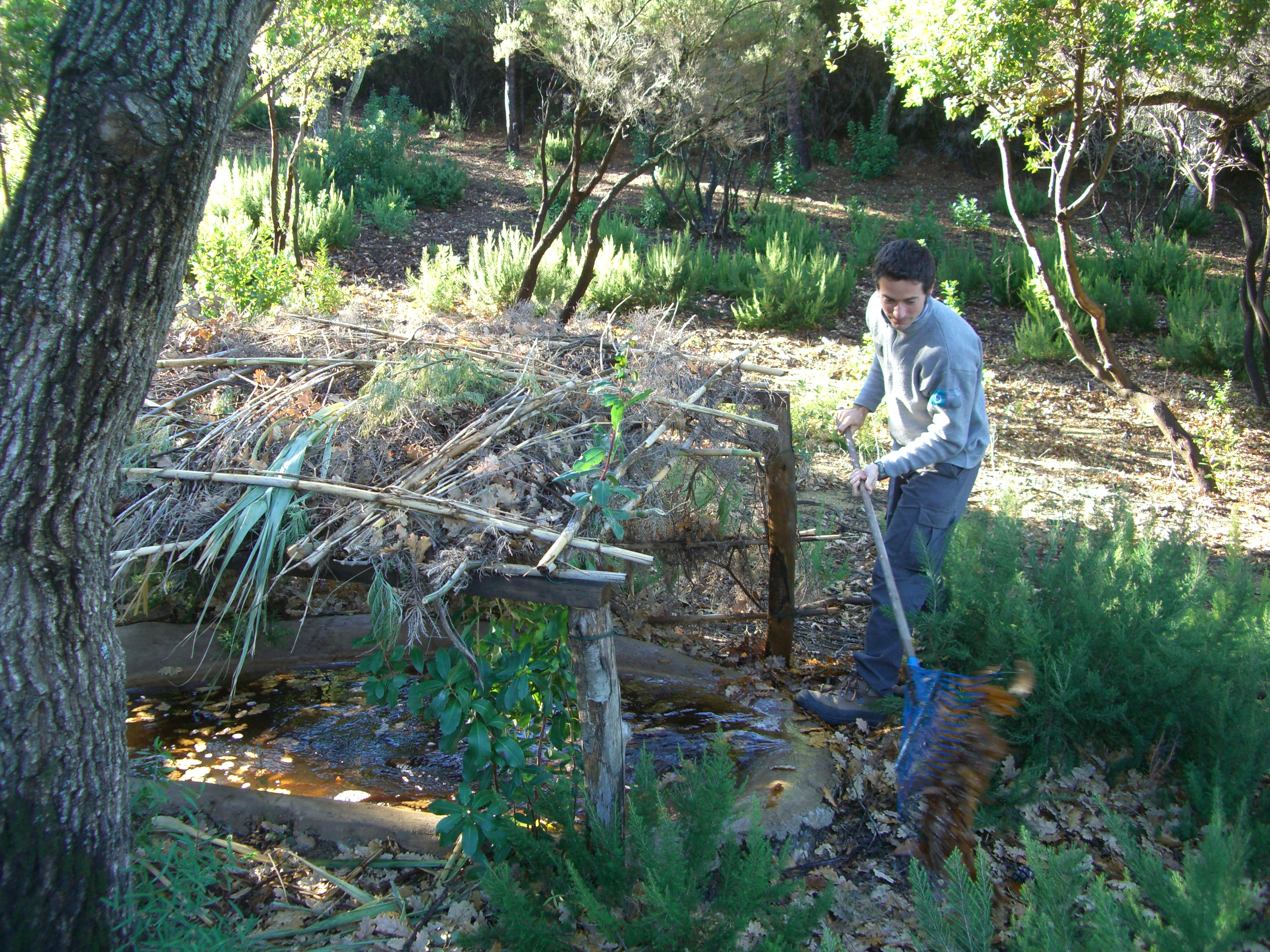
Garde-moniteur (Agent Technique de l'Environnement) du Parc National de Port-Cros nettoyant un point d'eau pour la faune au Cap Lardier en 2007.
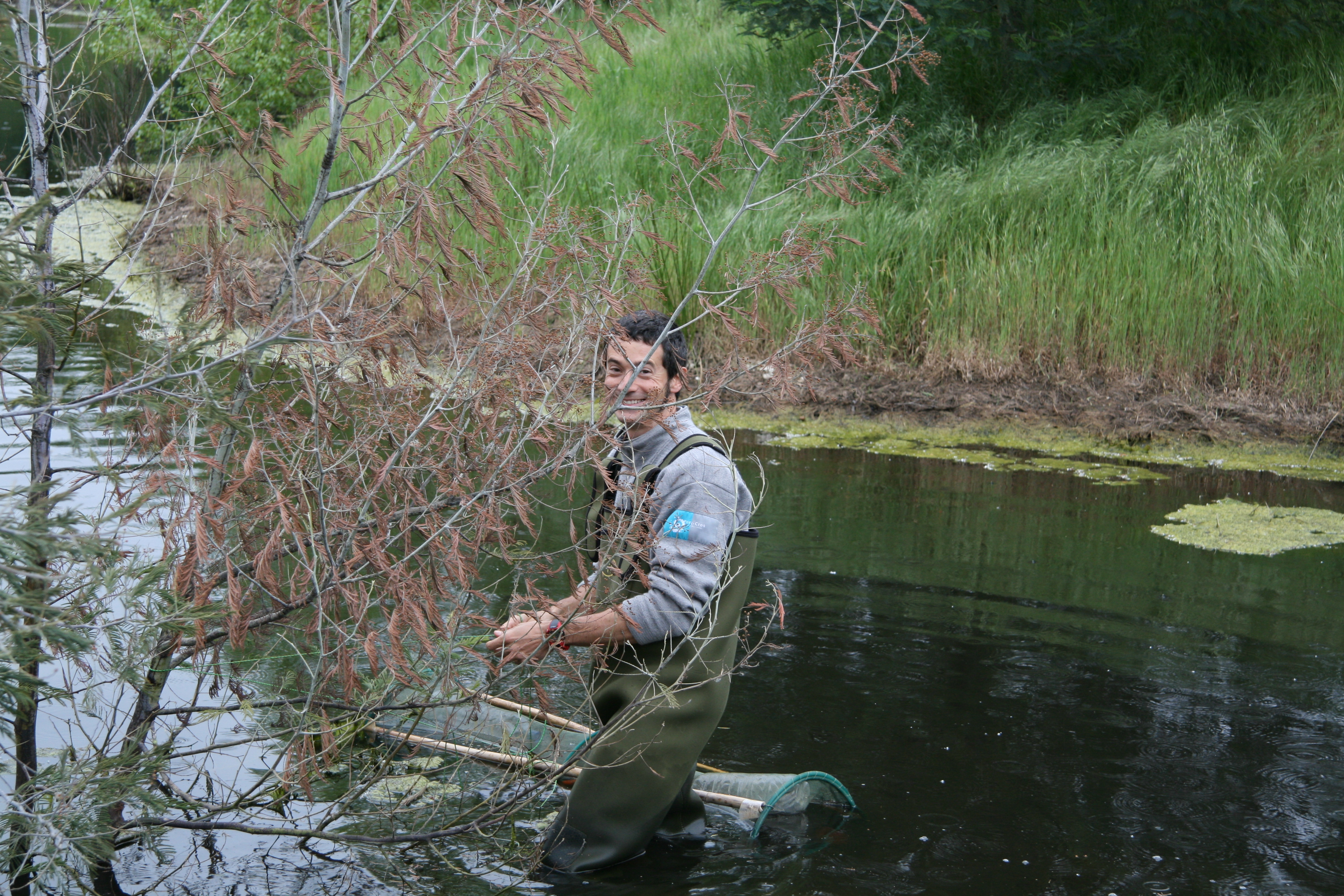
Garde-moniteur (Agent Technique de l'Environnement) du Parc National de Port-Cros en inventaire « cistudes » au Cap Lardier en 2009.
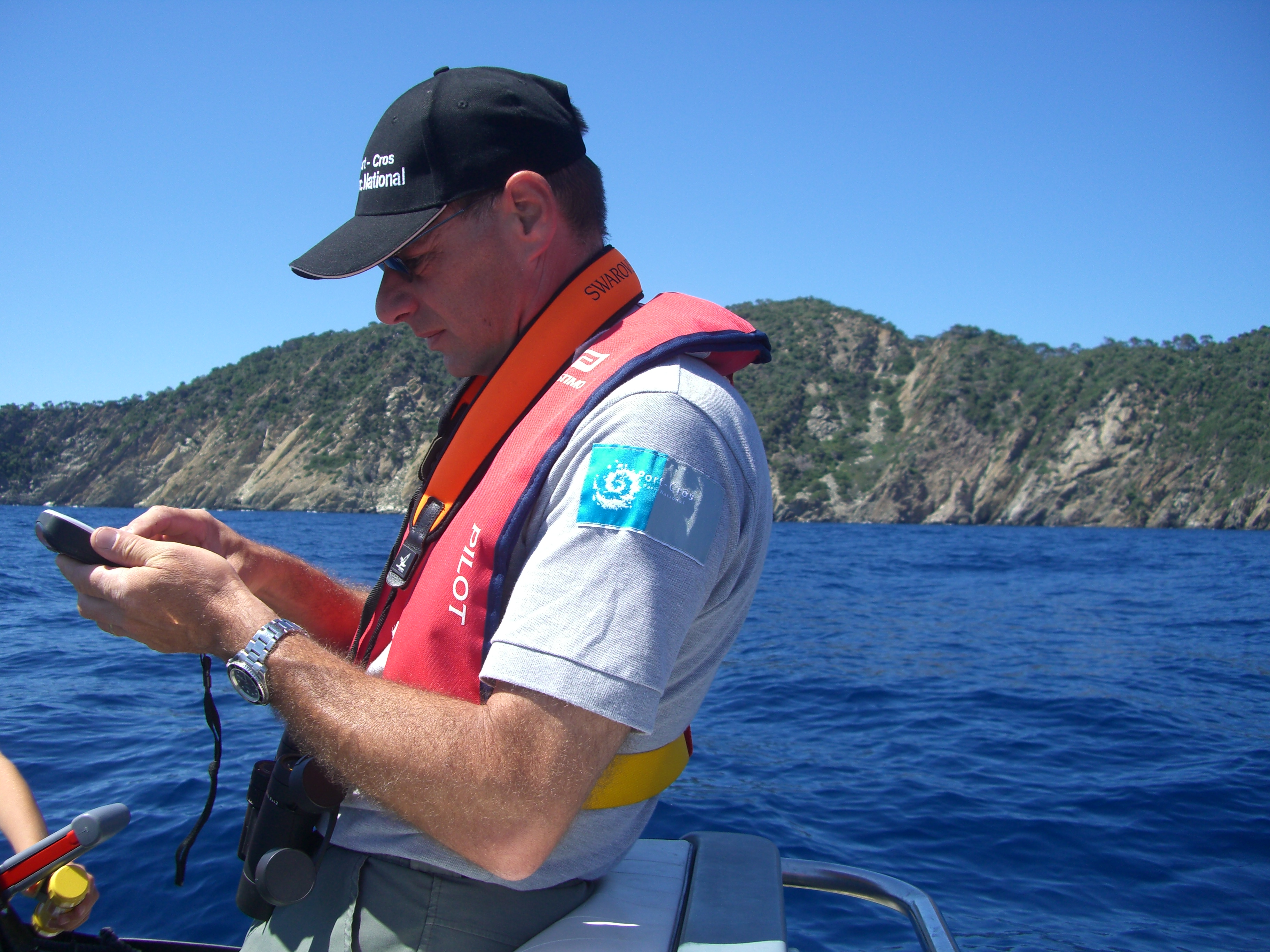
Garde-chef (Technicien de l'Environnement) du Parc National de Port-Cros en contrôle de la zone marine du parc en 2007.
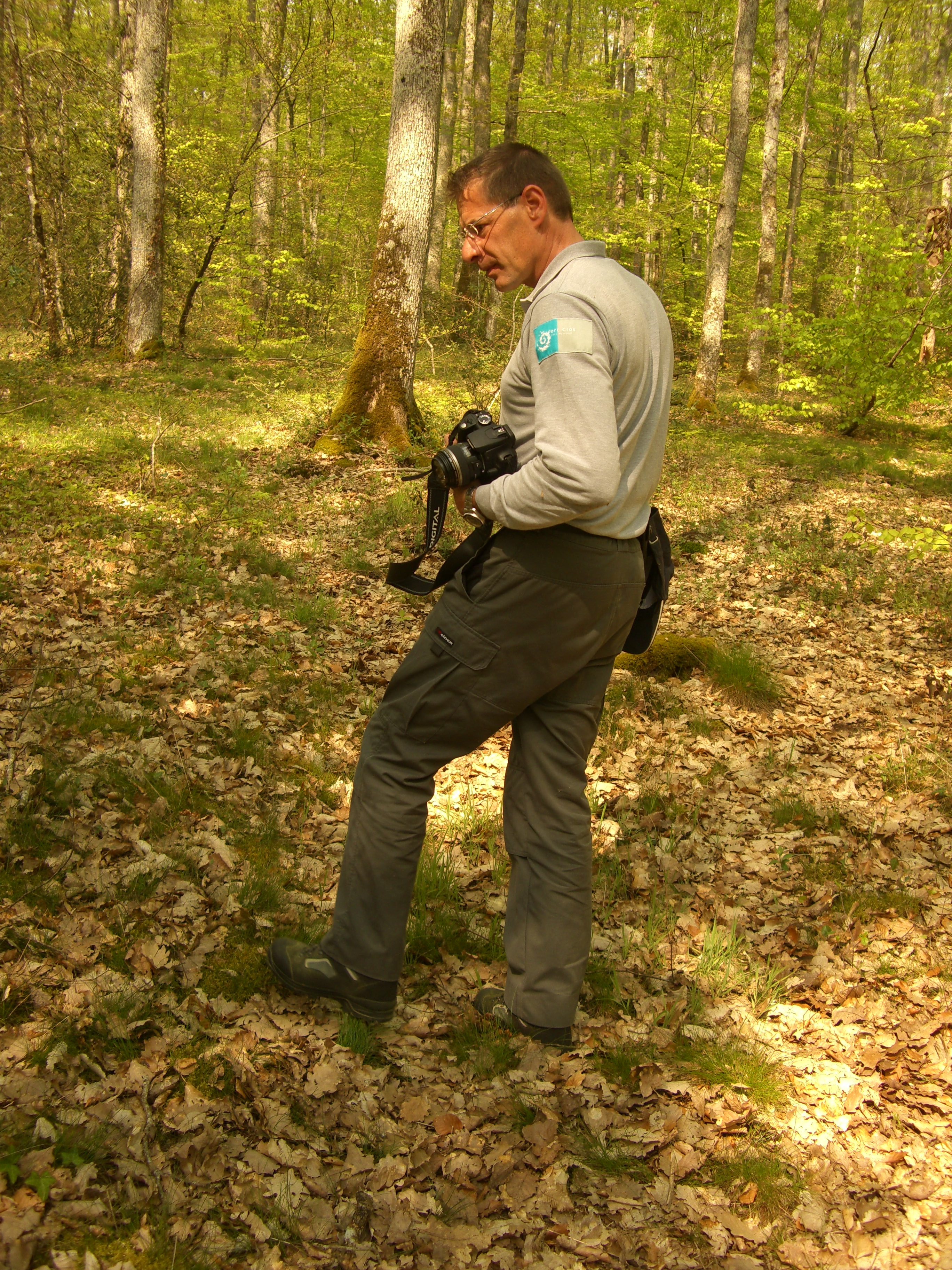
Garde-chef (Technicien de l'Environnement) du Parc National de Port-Cros en inventaire habitats NATURA 2000 sur l'île de Ré en 2007.
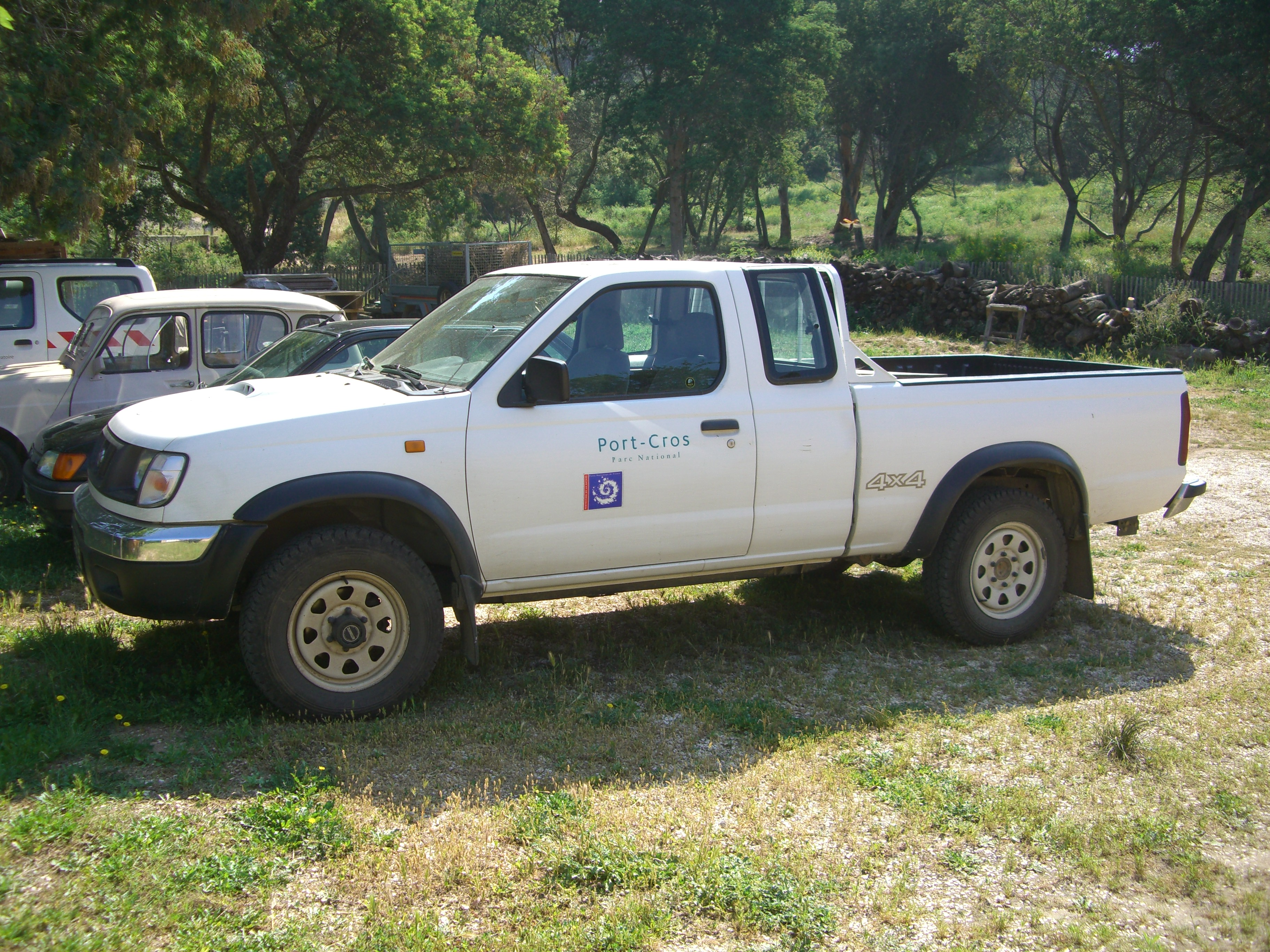
Véhicule administratif 4x4 Toyota du Parc National de Port-Cros en 2007.